# マブラヴシリーズの登場人物
マブラヴシリーズの登場人物では、âge原作の恋愛アドベンチャーゲーム『マブラヴ』、『マブラヴ オルタネイティヴ』及びそのスピンオフ作品である『マブラヴ オルタネイティヴ トータル・イクリプス』や『暁遙かなり』などの登場人物について記述する。

## マブラヴ
担当声優は、18禁版 / 全年齢移植版の順に表記。ただし、同じ場合は省略する。

### EXTRA編
白銀 武（しろがね たける）
声：相庭剛志（幼少期：日高圭） / 保志総一朗（幼少期：笹本優子）
誕生日：12月16日
マブラヴ、及びマブラヴ オルタネイティヴの主人公。白陵柊学園3年生。割と成績も良く、夕呼に目を付けられているという点を除けばそつのない学校生活を送っている。 「バルジャーノン」という対戦型ロボットゲームに夢中で、腕前は上級クラス。
鑑 純夏（かがみ すみか）
声：藤原理加 / 田口宏子
誕生日：7月7日 血液型：O
武の幼馴染で、毎朝起こしにきてくれる。武とは家が隣で、部屋も向かい側であることから、窓越しに会話ができる。性格は極めて明るく、ドジで騙され易い。協調性を重んじるが、武に対してのみお節介で強気。
必殺技は「どりるみるきぃぱんち」で、武を成層圏外まで吹っ飛ばすほどの威力。感情の起伏に合わせてアホ毛が変化する。長い髪を襟足で纏めており、使っている大きな黄色のリボンがトレードマーク。
普段のおっちょこちょいとは裏腹に、毎日欠かさず日記を付けているという一面も持つ。『マブラヴ』本編は彼女の日記から始まる。
UNLIMITED編では戸籍上存在しないという設定であり、本編にも登場しない。
御剣 冥夜（みつるぎ めいや）
声：奥田秋 / 奥島和美
誕生日：12月16日 血液型：AB
世界的財閥の1つ「御剣財閥」の次期当主であり、突然武の家に転がり込んでくる。
『君が望む永遠』のヒロイン大空寺あゆとは令嬢同士の面識がある描写が見られるが、金持ちという立場を鼻にかけることのない正反対の性格。
無現鬼道流剣術を極め、常に御剣家に伝わる宝刀「皆琉神威（ミナルカムイ）」を帯刀している。侍従の月詠による偏った教育と勘違いのせいで、周囲には天然ボケとして見られる一面もある。反面教養は深く、優秀な頭脳の持ち主。
落ち着いた物腰で動じないなど純夏とは対照的な性格ではあるが、人間性はシンプルで、ある意味似た者同士。その単純明快にして揺るがない姿勢は、後々まで武に大きな影響を与えることになる。
双子の姉がいたが、3歳の頃に事故で亡くなっている。
榊 千鶴（さかき ちづる）
声：高柳香帆 / 倉田雅世
誕生日：5月5日 血液型：A
武のクラスの委員長。生真面目で口うるさくおせっかいだが、周囲の人望は厚い。一方、武の女性関係がだらしないという理由から彼と衝突することが多いほか、一匹狼の慧とは犬猿の仲。元ラクロス部部長で、同じ学年の涼宮茜とはライバルであり親友。
生真面目すぎる性格には、複雑な家庭環境が深く関わっている。
家事全般をそつなくこなす。足元まで届きそうな長い髪は普段三つ編みに結っているが、私服の時にはおろしていることがある。私服でいるときには眼鏡をかけていないことも。
他者評価
ライターの森瀬繚はアダルトゲーム雑誌「メガストア」に連載したコラムの中で、千鶴のキャラクター性は『To Heart』の保科智子で確立された委員長像の集大成であると評している。
彩峰 慧（あやみね けい）
声：吉野なつき / 永島由子
誕生日：9月27日 血液型：B
武のクラスメイトで、口数が少なくクラスの中でも飛びぬけて変わっている。餌付けと称して武に競争率の高い焼きそばパンをくれる。
高いところが好きで、屋上でサボることが多い。遅刻とサボリの常習犯。反体制的な性格から規律を重んじる千鶴とは馬が合わない。また、千鶴と口論する際に武が出てきたときは彼の後ろに引っ込み、その後ろから千鶴の陰口をたたく。一方で、壬姫とは仲が良い。
運動能力が抜群で、体術にも長ける。意外と手先が器用で、負傷に対する処置も保健委員も真っ青なくらい手際が良い。料理も人並み以上にこなせる模様。「バルジャーノン」についても、武を接近戦で簡単に圧倒するほどの腕前。
焼きそばと焼きそばパンには一家言あり、そのこだわりは尋常ではない。
黒髪をシャギーカットにしている。
珠瀬 壬姫（たませ みき）
声：北都南 / ひと美
誕生日：2月29日 血液型：A
武のクラスメイトで、無邪気で人懐っこい性格からマスコットのような存在として扱われている。小柄な体格が特徴。
かなりの猫好き。「みんな仲良し主義」で千鶴と慧の争いにいつもハラハラしている。
弓道部所属で実家も弓道場であり相当な実力の持ち主だが、極度のあがり症であるため大会ではいまいち実力を発揮できない。
尻尾とツインテールが大きな特徴だが、これらは感情によって形状が変化する。トレードマークの大きな鈴は夕呼がつけたもの。これらのアイテムは制服時にのみ使っているが、その状態で尻尾が外れるとバランスが崩れてまともに歩けないらしい。
遅刻寸前の駆け込み常習犯のためか、足がものすごく速い。お菓子作りは不得手なようだが料理はできるらしく、重箱に詰めて持ってくる。
鎧衣 尊人（よろい みこと）
声：野中真澄 / 久保田恵
誕生日：4月1日 血液型：O
武のクラスメイトで、ゲーム『バルジャーノン』仲間。マイペースで人の話を聞かない。冒険家の父親に無理矢理拉致され、学校を欠席することが多い。基本的には心優しい美少年。
女子だけでなく男子からの人気も高い。日本文化に異様な程詳しい。
大きめの学生服を着用している。白陵柊には2年生の時に転入してきた。
神宮司 まりも（じんぐうじ まりも）
声：南綾香 / 井上美紀
誕生日：8月10日 血液型：A
武のクラス担任の英語教師。武たちからは「まりもちゃん」と呼ばれている。優しく面倒見の良い性格をしている反面、やや堅物で融通が利かないところもある。夕呼とは学生時代からの旧知の仲で、行事などで何かある度に巻き込まれ、弱みを握られていく。彼女を攻略することは可能だが、どのルートを進んでもバッドエンドになる。
また酒豪であり、「狂犬」の異名を持つ。白陵大学で数々の男たちを酒の海に沈めてきた。酔った彼女には普段は主導権を握っている夕呼も恐怖を抱く。
香月 夕呼（こうづき ゆうこ）
声：稲葉貴子 / 本井えみ
誕生日：6月8日
物理教師。性格は過激で、面白いことが大好き。かなりの天才だが、学会からは黙殺されている。学生時代からの腐れ縁であるまりもを振り回すことが多い。
愛車はランチア・ストラトス。作中これで純夏を吹き飛ばしたりしたが、まったく悪びれていない。グラウンドをグラベルステージ代わりに使っている。
アナーキーではあるものの、武にとっては良き理解者であり、彼女自身生徒に対する思い入れもあるようである。いささか生真面目で堅いところがあるまりもと比べても、はるかに柔軟な対応力を見せる。
『君が望む永遠』『君がいた季節』の香月モトコ、ミツコの妹でもある。ただ、作中ではモトコを「知り合い」とのみ言っている。
月詠 真那（つくよみ まな）
声：上田亜紀子 / 星野千寿子
誕生日：1月14日
御剣家の冥夜専属侍従長兼教育係（御剣家御庭番衆筆頭とも）。武に対する冥夜の色仕掛けは彼女の発案によるところが多いものの、本人は男性経験には乏しい。逆上すると人が変わり、丁寧だった口調も、荒々しいものへと変わる。
冥夜のために尽力するが、他人を陥れる様なことは絶対に行わず、正義感が強い。短刀を使わせたら右に出る者はいない程の腕前。
一文字 鷹嘴（いちもんじ たかはし）
声：十文字隼人 / 子安武人
御剣家の御車役（送迎係）。60mものリムジンを手足の様に操る。かつては関東のカリスマ的な走り屋であったが、その当時の腕を見込まれて御車役に就くこととなった。仕事中もノートパソコンを携帯し、日々「送迎最速理論」の研究をしている。名の由来は「大空を舞う俊敏な鷹の嘴たれ」という意味から。周囲の人間は彼の頼みもあって「たかはし」と名前で呼んでいるが、冥夜曰く「全く違和感がない」。

神代 巽（かみよ たつみ）
声：海原エレナ / 氷青
御剣家に仕える月詠直属の侍従。通称「三バカ」の1人。褐色の肌とストレートな毒舌が特徴。
勘違いが多く、はた迷惑なことばかりを引き起こす。武に仕えているという自覚が足りておらず、タメ口で話す事も多い。
なお巴・戎と連携することで絶技「噴射気流殺」を繰り出すことができるなど、御剣家に仕えるだけの力量は持ち合わせている模様。
巴 雪乃（ともえ ゆきの）
声：宮内裕香 / 笠井律子
御剣家に仕える月詠直属の侍従。通称「三バカ」の1人。真横に尖った茶髪が特徴。
悪巧みによって立場が悪くなると、他の2人から人柱にされる場面も多い。
戎 美凪（えびす みなぎ）
声：まつもとちあき / 阪口あや
御剣家に仕える月詠直属の侍従。通称「三バカ」の1人。お団子頭と金髪の巻き毛が特徴。
おっとりした口調で残酷な事を口走る。
涼宮 茜（すずみや あかね）
声：上原ともみ / 水橋かおり
誕生日：10月20日 血液型：A
香月先生のクラスの生徒。元水泳部部長で委員長。武のクラスの榊千鶴とはライバルであり親友。
前作『君が望む永遠』のメインキャラクターでもある。ゲーム上での関わりも多いが、ある人物のルートでは特に深く関わることになる。
柏木 晴子（かしわぎ はるこ）
声：夏野巳琴 / 松浦チエ
誕生日：10月10日
武のクラスメイトで、元バスケ部のポイントガード。スポーツ推薦枠で大学への推薦が決まっている。
活発でサバサバした性格が好かれ、男性はもとより女性からも人気がある。弟らからはハルーと呼ばれている。また弟たちの影響でゲームなどに詳しい。
石沢 主将（いしざわ しゅしょう）
声：福島隆志 / 川村拓央
弓道部の主将。元3年F組。

### EXTRA番外編

#### マブラヴ・サプリメント
紅蓮 醍三郎（ぐれんだいざぶろう）
冥夜に無現鬼道流を叩き込んだ師匠。
非常に厳格で、常に冥夜の覚悟を問う。戦闘能力も凄まじく高く、冥夜の無茶苦茶な戦闘能力はこの男の修行によるところが大きい。
しかし冥夜の体を見て鼻血を吹き出すなど相当初心な人物。
無現鬼道流の奥義の数々を操るほか、「宇宙乃雷」、「反重力乃嵐」といった我流の必殺技を持っている。
御剣 雷電（みつるぎ らいでん）
御剣財閥の現当主。冥夜の祖父。
その立場に相応しい威厳を持ち、厳格な性格ではあるが、冥夜に対する愛情は深い。初登場時に冥夜に斬られる（無事だったが）。
本編中ではその実力のほどを示すことはないが、「ランブリングエンジェル」では「神乃剛弓」、「神乃怒声」といった必殺技を持っている。
七瀬 凜（ななせ りん）
白陵柊学園2年A組所属。風紀委員。
純粋な意味でのEXTRAの人員ではなく、極めて近い別世界『マブラヴデュエリスト』のキャラクター。『マブラヴ』世界に存在するかは不明。
『ランブリングエンジェル』デュエリストとしては校内屈指の腕前（学年では十指に入る）。武に『ランブリングエンジェル』をレクチャーしてくれる。
超実践主義によって秩序を失った白陵を救うため、たった一人で戦い、その体には大きなダメージが蓄積している。
兄がおり、ブラコン。兄のためなら盲目的に突っ走る。

#### ハルコマニアックス
柏木 太一（かしわぎ たいち）
柏木晴子の上の弟、中学三年生。
シスコンで妄想癖あり。真田沙希によく吹っ飛ばされている。
柏木 健二（かしわぎ けんじ）
柏木晴子の下の弟で小学生。
カードゲーム好きなどの子供ぽい面がある。
真田 沙希（さなだ さき）
声：沢菜りょう
下記の真田久信の妹でブラコン。
えぐるように太一をよく殴り、飛ばしている。
真田 久信（さなだ ひさのぶ）
男子バスケットボール部の部長で、赤城奈緒とは恋人同士。
さわやか系だが、変態趣味が原因で妹に引かれている。
赤城 奈緒（あかぎ なお）
声：松本奈穂
女子バスケットボール部の部長。

### UNLIMITED編
「EXTRA」編で登場している人物は、ほとんどが「UNLIMITED」編にも登場している。言動や態度、性別などが異なる人物もいるが、本質的な性格はほぼ同一と考えられる。
白銀 武
主人公。白陵柊学園3年生。
割と成績も良くそつない学校生活を送っていたが、ある日突然並行世界に入り込み、地球外生命体「BETA」に蹂躙された戦場の中で生きていくこととなる。
当初は厳しい訓練の中で他のメンバーの足手まといになることが多かったが、元の世界のバルジャーノンで得た経験がこの世界の戦術機の操縦技術においても遺憾なく発揮された結果、戦術機適性は「歴代最高」であり、各自初搭乗の際は嘔吐に備えて袋を渡されるぐらいに乗り心地の悪い戦術機シミュレーター内で眠りかけるほどである。またゲームのクセの抜けきらない操作ログから「先行入力」「キャンセル」などの概念をまりもに説明させられる。「キャンセル」と、（説明させられなかったとはいえ比較的ユニークな機動である）「多段ジャンプ」については、後日の模擬戦において同じチームとなった榊と彩峰にも修得させ、模擬戦を勝利に導く事になる。
Episode11では任官しており、階級は少尉。榊に代わり横浜地区207分隊の分隊長に就任している。
御剣 冥夜
国連太平洋方面第11軍横浜基地衛士訓練学校 第207衛士訓練部隊所属の訓練兵。得意技は抜刀術。帯刀の描写はないが皆琉神威は所持している模様。
「EXTRA」編と比べると一般的な常識を持っており、行動も落ち着いている。物語序盤では「EXTRA」編と違い、武への恋愛感情は持ち合わせていない。 Episode11では任官しており、階級は少尉である。
コミカライズ版のヒロイン。
榊 千鶴
207分隊の訓練兵で分隊長。「EXTRA」編同様、規律・統率を重んじ、指揮能力の高さも窺わせる。
個の状況判断を優先する彩峰とは意見が合わない。当初は足手まといで半端な覚悟しか持ち合わせていなかった武のことを快く思っていなかったが、武の急成長振りや戦術機の操縦に関する才能を目の当たりにしてからは、徐々に彼に信頼を寄せるようになる。
Episode11では任官しており、階級は少尉である。
彩峰 慧
207分隊訓練兵。得意技は格闘術全般。口数が少なく、一風変わった言動を取り、周囲を翻弄する。
状況判断を第一に行動するため、千鶴とは意見が合わない。
Episode11では任官しており、階級は少尉である。
珠瀬 壬姫
207分隊訓練兵。極東一の射撃テクニックを持つが、「EXTRA」編同様極度のあがり症である。後にそれは徐々に克服されていく。また、協調性を重んじる性格をしている。
Episode11では任官しており、階級は少尉である。
鎧衣 美琴（よろい みこと）
207分隊訓練兵。得意技はサバイバル術。
EXTRA編における鎧衣尊人に相当する少女。容姿や性格に至るまで尊人と酷似しているため、元の世界にいた武が困惑することもしばしば。ただし武曰く「尊人よりも話は聞く」とのこと。
Episode11では任官しており、階級は少尉である。
神宮司 まりも
国連太平洋方面第11軍横浜基地衛士訓練学校教官。階級は軍曹。Episode11では少佐に昇進している。
「EXTRA」編とは正反対で武たち訓練兵に鬼のような厳しい態度を取る一方、内面の優しい部分は「EXTRA」編と同様である。
元々は「EXTRA」編同様に心優しい態度で訓練兵に接していたが、自分の教え子たちが次々と戦死していく様を目の当たりにしたことが彼女のトラウマとなってしまい、それが原因で教え子たちにこれ以上死んで欲しくないという想いから、武たちには一転して必要以上に厳しく接するようになってしまった。
『オルタネイティヴ5』発動後は教官の職を辞し、日本帝国軍に少佐として復帰。後日談である『マブラヴ アンリミテッド ザ デイアフター』にも登場。
香月 夕呼
国連太平洋方面第11軍横浜基地副司令。並行世界理論にも詳しく、本人曰く「わたしにしか判らない理由」によって武を並行世界から来た人間だと看破する。当初あまりに変わってしまった世界を夢だと思いこもうとする武から、武の考える現実（＝元の世界）の情報を聞き出しつつ、ここは別の世界だと悟らせ、自身の研究への絶対的な協力を条件に様々な便宜を図るとともに、この世界の一般的な知識を教え込む。
周囲からは「香月博士」と呼ばれている。目的の為ならかなり大きな犠牲も厭わない。突拍子もない言動も多い。実質上、横浜基地のトップに近く、権限も強い。
Episode11では行方不明となっているが、コミカライズ版では「オルタネイティヴ5」に参加する。階級は技術大佐相当官。
月詠 真那
帝国斯衛軍中尉で、冥夜の侍従長にあたる。
「EXTRA」編と異なり周囲に厳しい態度を取る人物となっている。
神代 巽、巴 雪乃、戎 美凪
3人とも帝国斯衛軍少尉で。月詠の部下。月詠同様に3人とも帝国軍人としての威厳が前面に出たキャラクターとなっている。
社 霞（やしろ かすみ）
声：栗林みな実
国連横浜基地地下19階にいる少女。ひょんなことから武と出会い、毎朝起床ラッパ前に武を起こしに来る。通常香月博士と行動を共にしている。
武が持つ元の世界の記憶・知識を共有していることも多く、その存在や行動に謎が多い。
基地司令（きちしれい）
声：若本規夫
国連軍横浜基地の司令官。「オルタネイティヴ4」の終了、「オルタネイティヴ5」の発動を伝えに来る。
『マブラヴ オルタネイティヴ』では、パウル・ラダビノッドという名である事が判明。階級は国連軍准将。
京塚 志津恵（きょうづか しづえ）
声：喜田あゆ美
国連軍横浜基地PXにいる「食堂のおばちゃん」。階級は臨時曹長。かつては柊町2丁目に住み、柊町駅の近く商店街沿い踏切の手前の角で「京塚食堂」を経営していた。衛士の息子がおり転属を繰り返している。疎開中は、北海道網走で食料不足に苦しむ。横浜基地に住み込みで働いている。
武の分の食事の量を（無理矢理）増やしてくれる。

## マブラヴ オルタネイティヴ
担当声優は、18禁版 / 全年齢移植版 / テレビアニメ版の順に表記。テレビアニメ版以降のメディアでは、テレビアニメ版に準拠したキャスティングが行われている。

### 主要登場人物
EXTRA編に出演した武以外の人物は当初は同じ性格である。
白銀 武
声：相庭剛志 / 保志総一朗 / 神木孝一
本作の主人公。国連太平洋方面第11軍横浜基地第207衛士訓練小隊B分隊所属の訓練兵。
UNLIMITED編との違いは、衛士として3年間の経験を積んでいることと、一部欠落しているが3年分の出来事の記憶があるということ。残された断片的な記憶を頼りにこの世界を救おうと決意し、並行世界が辿った悲劇的な未来を知る者として、夕呼や霞と共に歴史改変に関与していくこととなる。
なお、並行世界に住んでいた本来の武は純夏以外の登場人物と面識のない一般人で横浜に侵攻したBETAによって純夏と捕らわれ、実験のために兵士級BETAが純夏を連行しようとした所を庇おうとして殺されている。戸籍上では1年以上生死不明のまま失踪扱いになっていた。
元々戦術機の操縦に関しては突出した才能を有していたが、対戦型ロボットゲーム“バルジャーノン”の動きを応用した戦術機の機動OS「XM3」の立案だけでなく、実戦でも膨大な数のBETA群を相手に単機で囮を務めたり、戦術機の機動だけでBETAを翻弄したりなどの活躍を見せ、この世界における最強クラスの衛士となる。後に少尉に任官し、A-01に配属された後は突撃前衛（ストーム・バンガード）となる。
主な搭乗機は97式高等練習機「吹雪」、A-01部隊編入後は94式戦術歩行戦闘機「不知火」。「桜花作戦」時はXG-70d「凄乃皇・四型」（砲撃手兼操縦士）。
SF編
2016年から後のC分隊の面々が現れ、当初は友好的であったが徐々に夕呼の興味が自身よりも彼らに向けられることに内心嫉妬に近い対抗心が芽生える。トライアル試験に起きたBEAT脱走事件においてC分隊にまりもと共に救われ、稼働したばかりで不安定だった純夏を親身に支える姿を見て本当の意味で戦友となる。
武に接触することによる記憶の流入によって207B分隊員ら以外にも霞・柏木・真那らとも恋人になった世界の存在が各人の個別シナリオで明らかにされ、なりを潜めていた『恋愛原子核』性質が浮き彫りになっている。
加えて夕呼やまりもの他に伊隅やピアティフからも年下の異性として目を付けられ、一夜限りなどの条件下で男女関係に及ぶ。
鑑 純夏
声：藤原理加 / 田口宏子 / 楠木ともり
前作のUNLIMITED編ではキャラクターとしては姿こそ見せなかったものの、今作におけるメインヒロインであり、最も重要な役割を担っている。階級は少尉。
この世界の純夏はBETAに人体実験に供されるため捕獲された後、快楽を調査するために触手に凌辱された。不要な部分を削除され脳髄のみの状態にされて試験管に入れられていたが横浜ハイヴ制圧後に発見・保護された。その後、BETAとのコミュニケーション確立を目指す「オルタネイティヴIV」に必要な“素体”として、人間だった頃の姿を精密に再現した肉体と並列化された量子電導脳を持つ00ユニット（生体反応ゼロ、生物学的根拠ゼロの非炭素系疑似生体ユニット）に人格を移植された。疑似生体組織を維持するのに必要なODLを定期的に濾過しなければならない点を除けば、人間と同様の生活を送ることができる。最初は感情に著しい欠損が見られた（BETAへ敵意と憎悪だけが残っていた）ものの、武や霞と触れ合う内に、次第に人間的な感情を取り戻していくに至った。
量子電導脳の性能は非常に高く、既存のコンピュータでは制御が不可能と言われていたXG-70「凄之皇」シリーズのムアコック・レヒテ機関やラザフォード場の制御を可能とし、理論上は世界中のあらゆるコンピュータをハッキングすることも可能。また、「オルタネイティヴ3」のデータもフィードバックされているため、リーディング・プロジェクション能力も非常に高い。純夏のトレードマークでもある黄色いリボンはその能力を制限するためのデバイスとなっている。
武と同様に全ての事実を受け入れた上で、彼と行動を共にする事を決意し「桜花作戦」に参加する。
搭乗機はXG-70b「凄乃皇・弐型」（甲21号作戦時）、「凄乃皇・四型」（機関士、桜花作戦時）。
SF編
稼働時のケアに機密を除いた事情を説明された207B分隊やC分隊の面々も加わったことで原作より早い安定と仲間との親密な関係を築く。しかし原作とは異なる原因不明のエラーを起こし（実は『武が冥夜を選んだ世界』の記憶が流入したことによる）精神的負荷がかかってしまう。
御剣 冥夜
声：奥田秋 / 奥島和美 / 奈波果林
武と同じく207B分隊の訓練兵であり、任官後は少尉。A-01でのポジションは突撃前衛（ストーム・バンガード）となる。日本帝国の政威大将軍、煌武院悠陽（こうぶいん ゆうひ）の双子の妹。帝国を統治する将軍家の遠縁としか身分は明かされていなかったが、武は12・5事件をきっかけに全てを知ることになる。接近戦が得意。名刀・皆琉神威の使い手で、剣術のスペシャリスト。
高貴で冷静沈着な性格だが、「将軍家縁者」として遠慮がちに接してくる人間が多い中、いきなり「冥夜」と呼び捨て馴れ馴れしく接してきた武を不思議に思いながらも、次第に仲間として信頼するようになる。
主な搭乗機は「吹雪」、A-01部隊編入後は「不知火」。なお、207B分隊が総合戦技評価演習に合格したことで悠陽より00式戦術歩行戦闘機「武御雷」R型（紫）が譲渡された際、特別扱いされることを嫌った冥夜は「武御雷」への搭乗を拒み、桜花作戦時にのみ「武御雷」に搭乗した。
SF編
純夏の精神的ケアに機密を除いた事情を説明されて加わったため、表面上には原作以上に友好な関係を築けたが、「武が冥夜を選んだ世界」の記憶を流入させて間接的に彼女への負荷を深刻化してしまう。
『イモータルズ』
プレイヤー部隊PMCイモータルズに所属する衞士。コードネームは『ソードダンサー』。
榊 千鶴
声：高柳香帆 / 倉田雅世 / 伊藤美来
207B分隊の訓練兵。B分隊の分隊長であり、任官後は少尉。A-01でのポジションは強襲掃討（ガン・スイーパー）となる。日本帝国内閣総理大臣、榊是親（さかき これちか）の娘。規律と命令を重んじており、犬猿の仲である彩峰とは事あるごとに対立する。武からは“委員長”と呼ばれている。
訓練兵に不相応な高い能力と教養を示す武に隊内でただ一人懐疑的だったが、徐々に信頼を寄せるようになる。
主な搭乗機は「吹雪」、A-01部隊編入後は「不知火」。桜花作戦時は「武御雷」F型（赤）に搭乗。
彩峰 慧
声：吉野なつき / 永島由子 / 佐伯伊織
207B分隊の訓練兵で、任官後の階級は少尉。A-01でのポジションは突撃前衛（ストーム・バンガード）。元帝国陸軍中将、彩峰萩閣（あやみね しゅうかく / 声：中村和正〈テレビアニメ版〉）の娘。近接格闘戦に優れる。作戦よりも状況判断を優先し、そのことで榊と対立している。無口で考えが読みづらいが、感情が行動に出ている。
主な搭乗機は「吹雪」、A-01部隊編入後は「不知火」。桜花作戦時は「武御雷」A型（白）に搭乗。
珠瀬 壬姫
声：北都南 / ひと美 / 田中貴子
207B分隊の訓練兵で、任官後の階級は少尉。A-01でのポジションは砲撃支援（インパクト・ガード）。国連事務次官、珠瀬玄丞齋（たませ げんじょうさい）の娘。極東一の腕を持つスナイパー。極度のあがり性だが、自力でそれを克服した。一部の者（父親含む）からは“たま”と呼ばれている。
主な搭乗機は「吹雪」、A-01部隊編入後は「不知火」。桜花作戦時は「武御雷」A型（白）に搭乗。
鎧衣 美琴（よろい みこと）
声：野中真澄 / 久保田恵 / Lynn
207B分隊の訓練兵で、任官後の階級は少尉。A-01でのポジションは制圧支援（ブラスト・ガード）。情報省外務二課課長、鎧衣左近（よろい さこん）の娘。サバイバルスキルが高い。前作では新米同様の武を見事にカバーし、その危機対応能力を存分に見せ付けた。武のいた『元の世界』の尊人と酷似しているが性別は女。分隊のムードメーカーでもある。マイペースという言葉を具現化したような存在。
主な搭乗機は「吹雪」、A-01部隊編入後は「不知火」。桜花作戦時は「武御雷」A型（白）に搭乗。
神宮司 まりも
声：南綾香 / 井上美紀 / 渡部紗弓
横浜基地衛士訓練学校の教官。階級は軍曹。A-01部隊の衛士は全員彼女の教え子である。夕呼とは横浜基地が国連軍に接収される前の帝国軍白陵基地時代からの付き合い。帝国陸軍にいた当時の階級は大尉で、一時期富士教導隊にも所属していた。12・5事件ではXM3を搭載した77式「撃震」で、クーデター部隊の94式「不知火」を撃破する程の優秀な衛士でもある。どの“世界”においても武の成長に大きく貢献している。しかし、XM3認証試験で失態を見せ落ち込んでいた武を励ましていたところ、彼の目の前で突然現れた兵士級BETAに頭部を食われ殉職。彼女の死は武の心に深い傷を刻み、急性PTSDを患う原因となった。
SF編
原作には存在しなかった207C分隊の狙撃手・白川美乃莉の手で間一髪救われる。この結果からSF編は白銀の回想曰く完全に『未来が分岐した世界』となり、以降も武らB分隊を影ながら支える。
武には「秘密」を打ち明けられており、時折、寝所を共にしている。他、共に酒を酌み交わした真那を泥酔した勢いでベッドに連れ込むなど『EXTRA』の様なはっちゃけぶりを見せる。
マブD
本作メインシナリオでも教官を務めており、一部でナビゲーターを務める。
香月 夕呼
声：稲葉貴子 / 本井えみ / 青木瑠璃子
横浜基地の副司令であり、物理学者でもある「オルタネイティヴIV」の最高責任者。階級は大佐。武の主張と一般軍人では知りえない情報まで知っていたことなどから、暫定的に「オルタネイティヴIVが失敗した未来」から来た者として扱い、共に未来改変を成し遂げるべく、前回と同じ207部隊に編入させ、セキュリティレベルの高いIDを持たせるなど、いろいろと便宜を図ってくれた。
「オルタネイティヴIV」の完遂を全てに優先しており、その為にはあらゆる犠牲を容認し、冷酷な決断をも下す。常にクールな佇まいを崩さず、本心を表に出す事は滅多に無い。自身の研究以外にも、武のコンセプトを発展・実用化させたOS「XM3」の開発を始めとした兵器の改良や作戦立案など、多方面に才能を発揮する天才。
SF編
アプリ『ストライク フロンティア』は彼女が『元の世界』の未来から流れ着いたスマートフォンを解析して作成したシミュレーターというメタストーリー。
主人公や美乃莉から聞いた「元の世界」の情報を基に広報部のオルソンと共謀して軍全体を巻き込む大掛かりな行事を画策などもしている。
神宮司の生存によって『未来が分岐した世界』での明星作戦の後、何者かによる暗殺未遂で致命傷を負ってしまう。無事だった脳は養子の結城優子によって回収され、自らの遺志で00ユニットの予備躯体とされた。
社 霞（やしろ かすみ）
声：栗林みな実 / 栗林みな実/ 高尾奏音
横浜基地の地下19階、香月博士の執務室の隣にある特殊な部屋にいる謎の少女。香月博士と行動を共にする「オルタネイティヴ4」の重要人物。そのため、制服の袖章には通常の「YOKOHAMA BASE」ではなく「ALTERNATIVE IV」と書かれている。武にはなついており、毎朝起床ラッパ前に武を起こしに来るなど様々な行動をとる。基本的に無口であまり感情を見せず、話す時もポツリポツリと言葉を紡ぐ事が多い。ウサギの耳と尻尾のような飾りを着けている。高い教養を持ち、「XM3」の開発にも参加している。
その正体は、ソ連で実施された「オルタネイティヴ3」によって開発された第6世代型の人工ESP（Extra-Sensory Perseption＝超感覚能力）発現体であり、自身の寄与する思い出をほとんど持たない。「社霞」は夕呼がつけた日本人としての名前で、本名はトリースタ・シェスチナ（第6世代300番の意）。
桜花作戦では臨時少尉に任じられ、「凄乃皇・四型」に管制官として搭乗する。
SF編
記憶の流入によって武と恋人になった世界が存在したことが判明した。羞恥で当人としばらくの間は顔を合わせられず、胸の内に秘めることにする。
ユウヤと共に横浜基地を訪れていたイーニャ・クリスカとの姉妹であるのは周囲に告げず対面が叶う。

### 特殊任務部隊A-01（VFA-01）
伊隅 みちる（いすみ みちる）
声：湯川みゆき / 渡辺久美子 / 大地葉
特殊任務部隊A-01第9中隊（通称「伊隅戦乙女中隊（イスミ・ヴァルキリーズ）」）の中隊長兼A小隊長。階級は大尉。
ポジションは迎撃後衛（ガン・インターセプター）。完璧主義的な堅苦しい印象とは裏腹に面倒見がよく、とても部下思いな人物である。伊隅四姉妹の次女で、長女・やよいは日本帝国内務省に在籍しており、三女・まりかと四女・あきらの2人は帝国陸軍の衛士。四姉妹の全員が同じ幼馴染の前島正樹に好意を寄せている。
「甲21号作戦」において、回収不可能となった凄乃皇弐型を手動で爆破させ、自らの命と引き換えに甲21号目標の排除とBETAの本土上陸を阻止した。なお自爆する直前に中隊長として最期のアドバイスを部下たちに残した。
『マブラヴサイドストーリー 継承』では、名前とあきら達の回想で姿のみ登場。A-01の中隊長を務めていることは極秘扱いで、表向きには「日本帝国軍からの出向扱いで教導隊へスカウトされた」という偽装の経歴で横浜基地に赴任していたことが明らかにされた。書類上の配属先は国連軍岩国基地。姉・やよいが国連軍より受領した死亡通知には「2001年12月25日15時27分、戦術機による戦闘訓練中の爆発事故により死亡」と記載されており、その際、跳躍ユニットの爆発が増槽に誘爆し遺体が残らなかったと説明された。なお、桜花作戦の数週間後、遺族には事実（一部機密情報を除く）が知らされた。
『君がいた季節』のヒロインの1人。
SF編
原作には存在しなかった207訓練C分隊の活躍によって帝都クーデターの戦い以降から彼女を含む中隊員は全員生還している。
年上の女性として武をリードしたり、同性の速瀬とも一夜を共にするなど、「女」を活かして部下を慰める意外な姿が見られる。
マブD
メインシナリオにて、イモータルズの作戦参謀を兼任する衛士。一部でナビゲーターを務める。
宗像 美冴（むなかた みさえ）
声：隅谷直海 / 浅川悠 / 八巻アンナ
伊隅戦乙女中隊の迎撃後衛（ガン・インターセプター）。階級は中尉。
実力は部隊ナンバー3で、C小隊長を務める。中性的な外見が魅力的だが、冗談とも本気とも取れない発言が多く得体が知れない。京都出身で嵐山から見る京の風景が好き。いつも飄々としているが、実はロマンチスト。
武に突撃前衛としての心構えを説いたり、時には新人達を一喝したりと、軍人としては優秀。風間と行動を共にする事が多い。
「横浜基地防衛戦」において凄乃皇四型の台座崩壊に巻き込まれた風間の救出を試みるが、その際に残存していたBETAの攻撃を受け重傷を負ったため「桜花作戦」には参加できず、ヴァルキリーズの数少ない生き残りとなった。後に大尉に昇進し、帝国陸軍富士教導団･技術研究廠第12中隊ウルドの中隊長として、風間と一緒にF-15SEJ「月虹」の評価試験に参加した後、2003年8月富士教導団に新編された新生“イスミ・ヴァルキリーズ”中隊長となる。
『君がいた季節 リメイク版』のヒロインの1人。
風間 祷子（かざま とうこ）
声：三咲里奈 / 伊藤静 / 和氣あず未
伊隅戦乙女中隊の先任少尉で、制圧支援（ブラスト・ガード）を務める。
視野が広く大人しそうな物腰だが、実は早飯喰らい。個性派揃いの戦乙女中隊の中で、緩衝材として前衛と後衛の間を取り持っている。ヴァイオリンを趣味としており、腕前も相当なもの。よく他の隊員に呼ばれては、その腕を披露している。音楽という文化を後世に残す為に戦っている。宗像と行動を共にする事が多い。
「横浜基地防衛戦」において凄乃皇弐型の主機停止作業に当たるが、同四型の台座崩壊に巻き込まれ重傷を負ったため「桜花作戦」には参加できず、ヴァルキリーズの数少ない生き残りとなった。後に中尉に昇進し、富士教導団・技研廠第12中隊“ウルド”の副長として宗像と一緒に「月虹」の評価試験に参加した後、2003年8月富士教導団に新編された新生“イスミ・ヴァルキリーズ”副隊長となる。
2000年、国連軍入隊。
『君がいた季節 リメイク版』のヒロインの1人。
涼宮 遙（すずみや はるか）
声：栗林みな実 / 栗林みな実 / 平田真菜
特殊任務部隊A-01のCP将校（コマンド・ポスト・オフィサー）として戦域管制（オペレーター）を担当。階級は中尉。
中隊内でのコールサインは「ヴァルキリー・マム」。水月とは同期で親友。茜の姉。同期の鳴海に想いを寄せていた。見た目はおっとりしているが、とても芯が強く、怒ると怖い。総合技術演習の際に事故で重傷を負い、両足の切断を余儀なくされた。疑似生体移植による再生手術によって、現在は日常生活に支障がない程度には回復している。「横浜基地防衛戦」にて反応炉の停止作業中、制御室に侵入した闘士級BETAの攻撃により戦死。
『君が望む永遠』のメインヒロインの1人。
速瀬 水月（はやせ みつき）
声：石橋朋子 / たかはし智秋 / 山村響
伊隅戦乙女中隊の突撃前衛長（ストーム・バンガード・ワン）。階級は中尉。
B小隊長を務める、中隊のナンバー2。同期の鳴海に想いを寄せており、親友の遙とは恋のライバルでもあった。酒には極めて弱く、酔うと誰かしらに絡む。直情型で感情の起伏が激しいため宗像によくからかわれているが、必要な時にはその感情を完璧に抑える事が出来る強さと、軍人としての優秀さを兼ね備えている。「横浜基地防衛戦」において反応炉停止作業を担当するが、様々な障害により反応炉を停止させることは不可能と判断、武に最後のアドバイスを送った後、自らの命と引き換えにS-11（戦術機搭載型の高性能指向性爆弾）を手動で起爆させ反応炉を破壊した。
『君が望む永遠』のメインヒロインの1人。
涼宮 茜（すずみや あかね）
声：上原ともみ / 水橋かおり / 伊藤彩沙
伊隅戦乙女中隊の強襲掃討（ガン・スイーパー）。階級は少尉。
遙の妹。千鶴とは親友で同期（茜は207A分隊長）だったが、千鶴達のB分隊が総合技術演習に不合格となったことで、結果的に2ヶ月ほど早く任官している。水月に憧れており、水月と同じ突撃前衛となった武にライバル心を燃やす。同じA分隊出身の同期である柏木とは仲が良く、行動を共にする事も多い。「横浜基地防衛戦」で遙の戦死の報告を聞いて動揺していたところ、残存BETAの攻撃を受けて死亡したと思われたが、奇跡的に生還しヴァルキリーズの数少ない生き残りとなった。しかし、「桜花作戦」には参加できないほどの重傷を負ったため戦線を離脱し、「桜花作戦」に参加する武たちを見送った。
後に中尉に昇進、帝国陸軍富士教導団･技術研究廠第11中隊“スクルド”の中隊長としてXFJ-01（後に「04式」として正式採用される）「不知火･弐型」の評価試験を兼ねて甲20号攻略「錬鉄作戦」に参加した後、2003年8月富士教導団に新編された新生“イスミ・ヴァルキリーズ”B小隊長兼突撃前衛長となる。
『君が望む永遠』のヒロインの1人。武がいた『元の世界』の彼女と比べると、少し子供っぽい一面が見られる。
柏木 晴子（かしわぎ はるこ）
声：夏野巳琴 / 松浦チエ / 野田真理愛
伊隅戦乙女中隊の砲撃支援（インパクト・ガード）。階級は少尉。
茜とは同期で、同じ207A分隊の出身。普段から朗らかで人懐っこいが、常に冷静な視点で物を捉え、時には非情とも思える考えを持つこともある。それが周りの人間にとってあまり気持ちの良いものでないことも自覚しているようで、任官前は分隊長である茜に合わせていた。任官後は「訓練時代と同じ考えではいけない」と、茜と口論する場面もあるが、基本的に仲は良い。もうすぐ徴兵年齢を迎える弟達を気にかけている。好物は中華丼。「甲21号作戦」において伊隅の凄乃皇破壊作業を邪魔させないために単機防戦するが、要塞級BETAの触手攻撃により戦死。
SF編
記憶の流入が起こり、密かな好意を抱いていた武と念願叶って恋人になった世界の存在が明らかとなる。記憶の流入に混乱する中で武も自身と同じ現象に悩まされている事を確信し、記憶の様な恋仲とはいかずとも仲間として彼を支える決意を新たにした。
鳴海 孝之（なるみ たかゆき）
声：杉崎和哉（『マブラヴ オルタネイティヴ クロニクルズ』PV）
涼宮遙・速瀬水月・平慎二の同期で、遙と水月の想い人。同期の慎二とは親友。本作では名前のみの登場。1999年、総合戦闘技術演習の事故で任官が半年遅れた遙と水月に先んじて慎二と共に国連軍A-01連隊第7中隊“デリング”に配属。同年8月上旬に実施された「明星作戦」に参加中、戦死したとされている。A-01の任務の都合上、戦死時の詳細については明らかにされていないが、味方部隊救出のために待機命令を無視して慎二とともに横浜市内に突入し、交戦したとされている。
「明星作戦」では「不知火」に搭乗し、慎二とエレメント（部隊編成の最小単位・2機分隊のコンビ）を組んだ。遙と水月が任官したのは、「明星作戦」で孝之と慎二が戦死してから20日後。
『君が望む永遠』の主人公。
平 慎二（たいら しんじ）
涼宮遙・速瀬水月・鳴海孝之の同期。同期の孝之とは親友。彼と同様に国連軍A-01連隊の隊員だったが、ヴァルキリーズとは別の中隊（孝之と同じ中隊）に所属していた。遙と水月に先んじて孝之と共にA-01第7中隊“デリング”に配属されたが、作中では「明星作戦」で孝之と共に戦死したとされている。「明星作戦」では「不知火」に搭乗し、孝之とエレメントを組んだ。
『君が望む永遠』の主要人物の1人。
築地 多恵（つきじ たえ）
声：中島沙樹 / 中島沙樹 / 今野千聡
涼宮茜と柏木晴子の同期で、207A分隊の一人。横浜事件（XM3トライアル演習中のBETA襲撃事件）で戦死しており、本編では名前が登場するのみ。テレビアニメ版では1期10話のみ登場している。
インテグラルワークスに掲載されているサイドストーリー「追憶 Recollection」で訓練生時代のエピソードが涼宮茜の回想という形で描かれている。また、コミック版ではepisode12（2巻）序盤のブリーフィング時や、12・5事件の際に出撃している姿（5巻）が描かれている。
SF編
個別シナリオにて同性愛者であり、涼宮茜に恋慕を向けていた事を明確に描写される。
アプリのサービス終了画面も担当。同画面で彼女の胸をタップすると揺れ動き、その回数がカウント表示されるお遊び機能があった。

高原 萌香（たかはら もえか）
声：三谷綾子
涼宮茜と柏木晴子の同期で、207A分隊の一人。12・5事件で戦死している。テレビアニメ版では1期10話のみ登場し駒木が搭乗する「不知火」に撃墜されている。

麻倉（あさくら）
涼宮茜と柏木晴子の同期で、207A分隊の一人。横浜事件で病院送りとなっており、本編には登場しない。

臼杵 咲良（うすき さくら）
声：ヰ世界情緒
テレビアニメ版オリジナルキャラクター。伊隅戦乙女中隊の隊員の一人。
佐渡侵攻時の生き残り。

### 帝国斯衛軍
月詠 真那（つくよみ まな）
声：上田亜紀子 / 星野千寿子 / 柳澤良音
五摂家の1つであり、現将軍家でもある煌武院家の警護を担当する帝国斯衛軍第19独立警備小隊の隊長。階級は中尉。神代巽・巴雪乃・戎美凪の3人の部下を引き連れている。代々将軍家及び五摂家の守護を担当する有力武家の出身で、皇族や将軍家、五摂家に忠誠を誓っており、政威大将軍･煌武院悠陽の勅命により冥夜を護衛する任務に就いている。非常に真面目で自他共に厳しい性格ではあるが、根はとても優しい人物である。甲21号作戦では斯衛軍第16大隊に所属し、ウィスキー部隊に参加する。「武御雷」F型（赤）を駆り、衛士として実力も極めて高い。
作中における最高戦力であり、武を始めとして味方の窮地を幾度も救っている。
SF編
記憶の流入によって武と恋人になった世界が存在することが判明した。現在と記憶の中で相反する自分の姿に苦悩するもどちらとも武の成長を喜んでいる気持ちを自覚する。
神代 巽、巴 雪乃、戎 美凪
声：海原エレナ / 氷青 / 宮崎珠子（巽）
声：宮内裕香 / 笠井律子 / 柳木みり（雪乃）
声：まつもとちあき / 阪口あや / MoeMi（美凪）
斯衛軍第19独立警備小隊に所属する衛士で月詠の部下。冥夜と上官である月詠に絶対の忠誠を誓っている。3人とも階級は少尉で、「武御雷」A型（白）に搭乗。
斑鳩 崇継
声：杉崎和哉 / 谷山紀章 / 峯田大夢
甲21号作戦で斯衛軍第16斯衛大隊を指揮する。五摂家（煌武院、斑鳩、斉御司〈さいおんじ〉、九條〈くじょう〉、崇宰〈たかつかさ〉）の1つ、斑鳩家の当主でもある。The Day Afterでは日本帝国政威軍監。「武御雷」R型（青）に搭乗。
1998年の京都防衛戦では82式「瑞鶴」R型（青）に搭乗し、第16斯衛大隊（殿部隊）の指揮官として月詠真耶中尉と共に作戦に参加している。
月詠 真耶（つくよみ まや）
声：一色ヒカル
月詠真那中尉の従妹。帝国斯衛軍所属。階級は中尉。通常は政威大将軍･煌武院悠陽の警護についているが、1998年の京都防衛戦では皇族と将軍家の帝都脱出を支援するため第16斯衛大隊に配置転換となり、斑鳩とともに作戦に参加している（当時は「瑞鶴」F型（赤）に搭乗）。The Day Afterでは、真那と同様「武御雷」F型（赤）に搭乗。

### 横浜基地関係者
パウル・ラダビノッド
声：若本規夫 / 若本規夫 / 若本規夫
横浜基地の司令官。前作で主人公達に「オルタネイティヴIV」の終了を告げた人物。インドの出身で、階級は准将。かつてインド亜大陸の激戦を潜り抜けた猛将でもある。
『桜花作戦』開始直前に実施した演説では「諸君ら若者を過酷な戦場に送り出さなければならない、戦う術しか教えられなかった我々を許すな」と語った。
イリーナ・ピアティフ
声：高野直子 / 高野直子 / 咲々木瞳
横浜基地通信士官で階級は中尉。香月副司令の副官も勤める。ポーランド出身。
SF編
「BETAが存在する世界」の常識に疎い207C分隊の教師役に加え、結城優子の監視役も受け持つ。後者は実質のお守り役で振り回されがちなのもあり、かなり気苦労している。
個別シナリオで任務外の交流が多い異性の武に恋愛未満の興味を抱いており「一度きり」の制約付きで「大人の関係」に及ぶ。
京塚 志津江（きょうづか しづえ）
声：喜田あゆ美 / 喜田あゆ美 / 斉藤貴美子
横浜基地の食堂のおばちゃん。階級は臨時曹長。柊町駅の近くで食堂を経営していた。BETAの侵攻で町が壊滅したため、横浜基地の食堂で働いている。
階級はあるものの、彼女自身は「おばちゃん」と呼ばれることにこだわりがあるらしく、基地の面々は階級に関係なく彼女をそう呼ぶ。まりもや夕呼らも頭が上がらないらしい。
基本的に「マブラヴ　オルタネイティヴ」の世界ではBETAの侵略により動植物が激減しているため合成食品が主要な食料となっており、美味しいものではないが、横浜基地においては彼女の手でそこそこの味まで引き上げられており、基地の面々は恵まれた食生活を送ることができている。
A-01部隊で戦死者が出たときは戦死者の好物を部隊全員有無を言わさず大盛りにするなど、彼女なりのやり方で死者を悼んでいた。
雅美という一人娘がいる模様。
穂村 愛美（ほむら まなみ）
声：雨宮麻紀 / 尼子真理
横浜基地所属の衛生兵。
まりもの戦死以来、急性PTSDを患った武の精神治療を担当した。
『君が望む永遠』のヒロインの一人。

### その他の登場人物
煌武院 悠陽（こうぶいん ゆうひ）
声：吉田恭子 / 吉住梢 / 野口瑠璃子
日本帝国の現・政威大将軍。冥夜の双子の姉。本来の『元の世界』では3歳の頃に交通事故に巻き込まれて死亡しているが、この世界では存命している。煌武院家では「双子は世を分ける忌児」とされ、妹の冥夜は遠縁の御剣家へ養子と出された。高貴で冷静沈着な性格だが、妹の冥夜より幾分穏やかな側面もある。彼女と政府との有り方が12・5事件の一因になった。
戦術機への搭乗資格を得た冥夜に自身の専用機である武御雷（紫）を下賜したりするなど、離れ離れの妹を深く想っている。立場上「双子の妹の存在」を認めることができない悠陽は冥夜のことを「あの者」と呼んでいる。12・5事件後、武に姉妹の証である人形を託した。
『トータル・イクリプス』アニメ版では、巌谷 榮二中佐と99式電磁投射砲の事について議論していた。
SF編
『オルタネイティヴ』では描写されなかった武への恋愛感情を仕草や行動で表している。
鎧衣 左近（よろい さこん）
声：福武一之 / 沢木郁也 / 田所陽向
美琴の父で、帝国情報省外務二課長。神出鬼没でマイペースな性格だが、悠陽の信頼も厚い実力者。権謀術数に極めて長ける。美琴には情報省に勤務していることを内緒にしており、表向きは城内省御用達の貿易商として動き回っている。
12・5事件後に一時姿をくらますが、桜花作戦後には姿を見せている。
『TE』にも登場しており、帝国軍と国連軍（横浜基地）の間を取り持つなど、裏で暗躍している。
珠瀬 玄丞斎（たませ げんじょうさい）
声：番菜判斗 / 稲田徹 / 田島章寛
壬姫の父で、国連事務次官。相当な親馬鹿だが、愛娘・壬姫のことを何故か“たま”と呼ぶ。日本主導による「オルタネイティヴIV」の完遂を望む一方、「G弾ドクトリン」による焦土化戦略を提唱する米国に不信感を抱きつつも、極東防衛線を維持するには米軍の力が必要だと考えている。
沙霧 尚哉（さぎり なおや）
声：十文字隼人 / 子安武人 / 興津和幸
帝国本土防衛軍帝都防衛第1師団・第1戦術機甲連隊所属の衛士で階級は大尉。
将軍を蔑ろにして統帥権干犯を繰り返す内閣や軍上層部に反感を抱く帝国軍将校による勉強会「戦略研究会」の主宰を務め、12・5事件の首謀者としてクーデターを実行する。彩峰萩閣（あやみね しゅうかく）元中将の下で軍務に就いていた時期があり、慧とは彼女が幼い頃から交流があった。
腰部装甲に“烈士”のマーキングを施した「不知火」を愛機としており、12・5事件では総合性能で劣る「不知火」でウォーケン少佐のF-22A「ラプター」を白兵戦に持ち込んで撃破、武が操縦する「吹雪（XM3搭載型）」を凌駕し、衛士として最高レベルの操縦技能を持つだけでなく、空挺強襲によって武たちの脱出部隊を包囲するという大胆な作戦を敢行して将軍との謁見に導くなど、戦略家としての能力も高い。最後は月詠の武御雷との一騎討ちの末、戦死した。
駒木 咲代子（こまき さよこ）
声：豊口めぐみ（アニメ版）
コミック版、Hobby JAPAN連載の『TSFIA』、アニメ版に登場。帝国本土防衛軍帝都防衛第1師団・第1戦術機甲連隊所属の衛士。階級は中尉。
12・5事件の首謀者である沙霧大尉の腹心。上官である沙霧が抱く憂国の想いに共感するだけでなく、沙霧が過去を悔やみ、死に場所を探し求めている危うさをも感じ取っており、戦場で肩を並べるうち沙霧に対して上官や同志として以上の感情を抱くようになる。
12・5事件では厚木基地から空挺強襲を行う沙霧大尉ら本隊の動向を隠すため、地上追撃を演じる陽動部隊の指揮官として箱根で伊隅戦乙女中隊と対峙、「不知火」同士が争う混戦の中で伊隅大尉の「不知火」に敗北するが、本隊が空挺強襲するための時間稼ぎを成功させた。その後は帝国軍の懲罰部隊に配属され、甲21号作戦に参加し無事生還している。
アルフレッド・ウォーケン
声：前島貴志 / 前島貴志 / 露崎亘
12・5事件の際、一時的に国連軍に編入された米国陸軍第66戦術機甲大隊の指揮官。階級は少佐で、コールサインはハンター1。
合理主義的な思考の持ち主で、12・5事件に介入した際、脱出を優先させるあまり加速度病で体調を崩した悠陽への投薬を命じたことで月詠たちと対立することになるが、部下の中に事件の泥沼化を目論む諜報機関の工作員が潜んでいたことを知ってからは、自らの力不足を恥じて政威大将軍暗殺を阻止するために奔走する。「ラプター」を駆る優秀な衛士だったが、沙霧大尉が操縦する不知火との交戦中、工作員が仕掛けたトラップによって機体が機能不全に陥り撃墜された。
イルマ・テスレフ
声：大友清里 / 浅井清己 / 白石晴香
12・5事件鎮圧のために派遣された、米軍第66戦術機甲大隊の衛士。階級は少尉で、コールサインはハンター2。
フィンランド出身の戦災難民で、BETAによって壊滅した祖国を再建することを願って難民キャンプから米軍に志願した。性格は温厚で、フィンランドの宿敵ロシアを打ち負かした唯一の国である日本帝国に対して興味と親近感を抱いており、任務中に親しくなった壬姫に「平和になって、祖国・フィンランドが再建されたら招待する。その時まで、お互い生き延びること」と約束している。
後催眠暗示の発動によって政威大将軍・煌武院 悠陽とクーデター首謀者・沙霧 尚哉の謁見場所を狙撃し、交渉を決裂させて事件を泥沼へと導くが、その直後の戦闘で「将軍狙撃犯だけは許せない」と激怒したクーデター部隊からの集中攻撃を受け戦死する。後催眠暗示発動中（将軍狙撃時）の記憶はなく、撃墜される直前まで自分が将軍を狙撃した事実を知らないまま、最後まで壬姫たちを守ろうとした。
新井（あらい）
声：紫華薫（アユマユ オルタネイティヴ）
『マブラヴサイドストーリー 贖罪』とコミック版に登場する、神宮司まりもの訓練兵時代の同期。下の名前は不明。徴兵前に結婚の約束をして別れた恋人がおり、女は戦場に出るべきではないと強く思っている。当初はまりもに辛く当たり反発しあっていたが、次第に打ち解け互いを認め合い、共に成長していくようになる。
初陣となる「九-六作戦（1993年に大陸で実施された中韓連合軍による要撃作戦。日本帝国軍も側面支援として参加した）」において、突如襲い掛かってきたBETAと交戦し、まりもに撤退を進言する。進言を受け後退しようとした時に重光線級BETAに狙われたまりもを庇って戦死した。
伊隅 あきら（いすみ あきら）
声：野神奈々 / - / 南條愛乃
伊隅四姉妹の四女（国連軍A-01第9中隊長･伊隅みちるの妹）で帝国陸軍の衛士。階級は少尉。
甲21号作戦では第133連隊クラッカー小隊の衛士としてウィスキー部隊に参加、奮戦するも小隊が壊滅、自身は間一髪の所で月詠らが所属する斯衛軍第16大隊に救われ無事生還する。2003年4月の甲20号（鉄原ハイヴ）攻略「錬鉄作戦」時には中尉に昇進、帝国陸軍のライトニング中隊隊長として活躍し、同年8月の甲19号（ブラゴエスチェンスクハイヴ）攻略時には富士教導団の新生“イスミ・ヴァルキリーズ”で突撃前衛の一員として活躍する姿が、『マブラヴサイドストーリー 継承』や『TSFIA』などで描かれている。
桜花作戦から数週間後、国連軍将官から次姉･みちるの数少ない遺品を受け取ると同時に、断片的ながらみちるの死に関連する真相に触れることができ、長女･やよいが集めた情報と遺品の中にあったヴァルキリーズの部隊章から、みちるが率いた特務部隊が人類を救ったことと、その戦いの最中にみちるが戦死したという事実を確信するに至った。
主な搭乗機は77式「撃震」（甲21号作戦当時）、89式「陽炎」（錬鉄作戦時）及び試01式（04式）「不知火･弐型」（新生“イスミ・ヴァルキリーズ”着任時以降）。
『君がいた季節』のヒロインの一人。
伊隅 やよい（いすみ やよい）
声：松田美菜 / - / 大木咲絵子
伊隅四姉妹の長女で、帝国内務省に勤務している。
四姉妹の中で次女・みちるの死を最初に知った人物。妹達にみちるの死亡通知と共に涙ながらに伝えた。
『君がいた季節』のヒロインの一人。
伊隅 まりか（いすみ まりか）
声：笠原准 / - / 山岡ゆり
伊隅四姉妹の三女で、帝国陸軍所属の衛士。階級は中尉。
｢甲21号作戦｣当時、本州の第二防衛線に配属されていた（｢甲21号作戦｣には不参加）。「甲21号作戦」終了後、防衛ラインの変更に伴い九州の防衛ラインに異動することになった。『君がいた季節』のヒロインの一人。
前島 正樹（まえじま まさき）
帝国陸軍の衛士で、伊隅四姉妹の想い人。本編ではみちるの台詞で彼の存在がわずかに語られるのみで、『マブラヴサイドストーリー 継承』でも名前のみ登場。「甲21号作戦」の影響で防御ラインの再編が始まり、彼の所属している部隊が西部戦線の九州防衛ラインの増強に回ることになった事実がまりかの口から語られている。
『君がいた季節』の主人公。
一文字 鷹嘴
声：十文字隼人 / 子安武人
国連宇宙総軍第3艦隊第2戦隊旗艦再突入型駆逐艦「夕凪」の艦長。桜花作戦時、軌道降下中に光線属種からのレーザー照射を受けた凄乃皇・四型の盾となって艦と運命を共にする。
小沢 久彌
声：飯塚昭三 / 飯塚昭三 / 伊丸岡篤
大型巡洋艦（作戦旗艦）「最上」艦長。甲21号作戦で帝国軍を指揮する。
アニメ「トータル・イクリプス」第2話に登場。琵琶湖に配備された第二艦隊旗艦「尾張」より京都に襲来したBETAに対して艦砲射撃を指揮した。
安倍 智彦
声：浜五郎 / 小杉十郎太 / 上田燿司
帝国連合艦隊第2戦隊、戦艦「信濃」の艦長。
武たちの戦域離脱を援護するべく、第2戦隊を率いて湾内に突入。戦艦乗りの誇りをかけて奮戦し、生還する。
アニメ「トータル・イクリプス」第2話に登場。琵琶湖に配備された第二艦隊旗艦「尾張」の副官を務め、独断で艦砲射撃を行い、撤退する唯依たちを狙う光線級BETAの群れを駆逐した。
田所艦長
声：巌蝉秋 / 秋元羊介 / 中博史
帝国連合艦隊第3戦隊、戦艦「大和」の艦長。
安部艦長とは士官学校の同期で親友。
井口艦長
声：池田勝（全年齢移植版）
帝国連合艦隊第3戦隊、戦艦「武蔵」の艦長。
以上4人の艦長はかつてBETAに佐渡島を占領された戦いにおいて最後まで艦隊指揮を執っていた軍人である。
大田艦長
帝国海軍強襲潜水艦（81式強襲歩行攻撃機「海神」の潜水母艦）「崇潮」の艦長。

### BETA
重頭脳級BETA / あ号標的（あごうひょうてき）
カシュガルにあるオリジナルハイヴ最深部に存在する固着型超大型頭脳種（オリジナルハイヴ・コア）であり、唯一の知的BETA種。地球上の全BETAを統括している。「あ号標的」という識別名は日本帝国軍が暫定的に付けた名称で、日本帝国軍と在日国連軍ではこの名称で呼ばれている。
過去に人類を研究するため、横浜ハイヴのBETAに現地の人類を捕らえさせて様々な人体実験を行わせていた。脳髄に性的快楽に相当する電気信号を送り続ける実験に供された純夏も、その人体実験の犠牲者である。
基本的に本能のみで動いている他のBETAと違い、高度な知識と自我、驚異的な分析能力を有しており、人類の兵器や戦術を迅速に分析し、各地のBETAを指揮・統括する役目を担っている。BETAが人類に対して常に優位に立っているのはこの「あ号標的」の存在による所が大きい。

## マブラヴアンリミテッド ザ・デイアフター

### 日本帝国

#### 第1戦術機甲連隊第1大隊第17小隊"ウォードッグ"
龍浪 響（たつなみ ひびき）
声：新沢真（episode:02以降） / 伊川呼人（ディメンションズ）
ウォードッグ小隊の小隊長を務める、『episode:01』以降の主人公。日本帝国陸軍の中尉で、コールサインは「ウォードッグ1」。94式戦術歩行戦闘機「不知火」に搭乗。
大海崩以前は帝国陸軍欧州派遣隊の一員として、千堂柚香少尉らとともに欧州に派遣されていた。
大海崩後、アメリカの揚陸艦「ボクサー」に回収され米軍と共同戦線を築いたが、フランス・カナダ連合軍の攻撃を受けた際、敵の戦術機の特攻で「ボクサー」の部隊は壊滅、徒歩でシアトルまで行くことを余儀なくされることになる（約3000km）。この生還劇がきっかけとなり、日米の「英雄」的存在となる。
かなり小柄なため、「ボクサー」では“子供中尉”とからかわれていたらしく、シアトルでも米軍の兵士たちからからかわれている。
千堂 柚香（せんどう ゆずか）
声：木村あやか / 藤川茜（ディメンションズ）
日本帝国陸軍の少尉で、コールサインは「ウォードッグ2」。不知火に搭乗。
龍浪中尉とともに3000kmの大陸横断をした。龍浪中尉とはかなり長い仲の模様。衛士としても高い力量を持つ。
『episode:03』で響と恋仲となった。
エレン・エイス
声：かわしまりの / 松﨑菜々（ディメンションズ）
日本帝国陸軍の少尉で、コールサインは「ウォードッグ3」。不知火に搭乗。
カナダからの亡命兵。自身を政治に利用する両親に反発して軍人となった。大海崩以前には軌道降下兵団に所属していたようで、衛士としての実力は優れている。
本名はジョセット・ダンベルクール。愛称はジョゼ。フランス＝ケベック出身の元フランス第五共和国軍の中尉。ローラン・ダンベルクール元上院議長の娘。
バビロン作戦時にはブダペストハイヴ攻略に参加する予定であった。
第六共和国政府によるクーデターにより上院議長を務めていた父が国賊として処刑された為フランス軍に戻れなくなり、リーナ・テルヴォの手引きでシアトルに軌道降下するも、大気圏突入カプセルが分離せず、本物のエレンがジョセットのカプセルを120mmで排除するが、その破片がエレンの戦術機に直撃、機体損傷により生存の見込みがなくなったエレンから「ローラン・ダンベルクールの娘だと分かればただでは済まないであろうから、自分の身分を使って亡命しろ」と告げられ、墜落死した彼女に成りすまして日本に亡命した。
美桜乃 雫（みおの しずく）
声：青葉りんご
日本帝国陸軍の少尉で、コールサインは「ウォードッグ4」。不知火に搭乗。
帝国の衛士不足により、多量の薬物を用いられて成長を急速化させられている。その影響で、生理不順などが日常化している。また、戦争孤児であるため自分がいらないと思われることに、極度の恐怖を覚えている。なお龍浪中尉曰く「任官半年にしてはかなりいい筋」。
大上中尉とは同郷の出身で、越野兄妹の元に預けられていた。

#### 第1戦術機甲大隊
神宮司 まりも
声：南綾香
日本帝国陸軍の少佐で、タコマ租借地の統治責任者。第1戦術機甲大隊長。不知火に搭乗。
マブラヴUNLIMITED編では、香月夕呼副司令の要請により国連軍横浜基地で教官をしていた。そのため一時的に軍曹に降格していたが、オルタネイティブ5発動とともに日本帝国陸軍少佐に復帰した。政治から外交をこなす才媛であり、衛士としてもトップクラスだが、“なんでも解決してくれた友人はもういないから、自分がすべてやらなければならない”というプレッシャーから、非常に強いストレスにさらされている。S-11の秘匿所持が発覚し、更迭された。更迭後は管理局勤務となる。
香月レポートの一部を所有しており、それの引き渡しを拒絶したため物資横領の罪を着せられ斑鳩らに拘束された。
駒木 咲代子
声：小鳥居夕花
日本帝国陸軍の大尉で、まりもが更迭された後に臨時で第1戦術機甲大隊長に着任した。不知火に搭乗。
オルタネイティブ5発動前は沙霧尚哉大尉（当時）と同じ部隊にいた。彼らのクーデター直前、沙霧らが決起に失敗した際に組織を再建するための要員として残される。龍浪中尉にきつくあたる一方で、まりもと自分を比較して日々苦悩している。
松風 諒一（まつかぜ りょういち）
声：木島宇太
日本帝国陸軍の中尉。第2中隊“クレイン”所属。不知火に搭乗。
龍浪中尉とは訓練学校時代からの腐れ縁で、たまに街に出て龍浪中尉と酒を呑む仲。まりもが更迭された直後、龍浪中尉とともに酔っ払い、「神宮司少佐讃歌」なるものを歌った。バビロン作戦以前は、九州に配属されていた。
日本脱出時、脱出しようとした民間人の排除命令を出した斑鳩に不信感を抱いている。

#### 第2戦術機甲大隊
大上 律子（おおがみ りつこ）
声：柚原みう
日本帝国陸軍の中尉で第2大隊第2中隊第3小隊長。
雫とは同郷の出身で、破天荒な性格だが、仲間思いでもある。『終わりなき夏 永遠なる音律』のヒロインの一人。『episode:02』後はプラント占拠事件での負傷から、腕と足の移植を待ち、入院している。

#### 第1後方支援連隊
楠本 さやか（くすもと さやか）
声：御苑生メイ
日本帝国陸軍の軍曹。第1戦術機甲大隊の整備支援を担当している。
些細な噂話まで網羅するほど部隊の事情に詳しい。明るい性格で、衛士たちをメンタル面でも支えている。

#### 政威大将軍とその側近
煌武院 悠陽（こうぶいんゆうひ）又は（御剣 冥夜?）
日本帝国全権代理政威大将軍。本来なら00式「武御雷」R型（紫）に搭乗するはずだが、作中での発言によるとその「武御雷」は失われているか、所有権を喪失している模様。
また、作中でのまりもの発言などから、御剣 冥夜（悠陽の双子の妹）が影武者を務めている可能性が高いものと思われる。
月詠 真耶（つくよみ まや）
帝国斯衛軍中尉。「武御雷」F型（赤）に搭乗。月詠 真那中尉の従妹。真那と比べて非常に厳し性格をしており、将軍を馬鹿にする者はたとえそれが上官だとしても容赦しない。かつての京都防衛戦を生き残った猛者で、衛士としてはトップクラスの実力を誇る。
神代・巴・戎
3人とも帝国斯衛軍少尉。「武御雷」A型（白）に搭乗。真耶とともに将軍の護衛を務めている。

#### 日本帝国斯衛軍
斑鳩 崇継
日本帝国政威軍監、コールサインは「ホーンド1」。「武御雷」R型（青）に搭乗。大海崩直前にクーデターを起こして閣僚たちを粛清した沙霧らを鎮圧した後、日本帝国の実質的な最高権力者として権力を掌握、日本帝国軍を帝国斯衛軍の指揮下に編入した。
大海崩直前に河崎重工を含む軍需企業関係者に人員と物資を保有する艦艇に積載し脱出するように命令していたことなどから、香月博士がまとめたオルタネイティブ5計画発動による大海崩を予知したレポート「バビロン作戦考察（香月レポート）」の記録もしくは、そのコピーの一部を所持していたのではないかと疑われている。
世界の主導権を握るべく、人類延命の鍵となる香月レポートの収集を行っている模様。
香月博士の才幹を高く評価しているが、その反動として香月博士の活動を理解せず、妨げていた旧閣僚や旧軍幹部に対して強い憎悪と絶望を抱いていたことがJFKハイヴ攻略戦時に明らかになる。
若いころは色々とやんちゃをしていた。
真壁 介六郎
声：外崎友亮（ディメンションズ）
日本帝国斯衛軍中佐、真壁 清十朗（The Euro Front参照）の兄で、「武御雷」（赤）に搭乗、コールサインは「ホーンド2」。斑鳩の側近で、若いころから彼に付き合ってやんちゃしていた。
白銀 武
マブラヴシリーズ本編の主人公。
日本帝国斯衛軍中尉、コールサインは「ホーンド3」、現在は斯衛軍に所属しており、真壁介六郎の懐刀的な立場にいる。また、家柄ではなく技量によって斯衛軍所属に抜擢されている為、「武御雷」C型（黒）に搭乗する。
戦術機操縦の腕は突出しており、フランス軍のラファール複数機を相手に一方的にあしらい、JFKハイヴ攻略戦では軽々と要塞級を裁断していった。

#### その他の人物（日本帝国）
千堂専務
千堂柚香の父で、河崎重工専務。
古手川先生
雫の居た孤児院の先生。
一郎
雫の居た孤児院の子供。『episode:02』では孤児院の仲間たちの為に食料を手に入れるため、そうとは知らずプラント占拠をたくらむ工作員らに情報を提供していた。

### アメリカ合衆国

#### 米国陸軍第1軍団第66戦術機甲大隊
アルフレッド・ウォーケン
声：前島貴志
米国陸軍の少佐で、日本帝国駐留軍との折衝役を担当している。第66戦術機甲大隊長。F-22E「ラプター」に搭乗。
親日派であり、まりもとともに龍浪中尉のことを高く評価している。衛士としても優秀であり、「ラファール」に搭乗した沙霧大尉と死闘を繰り広げ見事生還した。
出身はコロラドであり、妻と息子もいた模様。
セドリック・ヒル
米国陸軍の中尉。「ラプター」に搭乗。
龍浪中尉と、ある事件をきっかけに出会いそれ以降交流がある。ウォーケン少佐が沙霧大尉と死闘を繰り広げている際、ウォーケン少佐を援護した。
JFKハイヴ攻略戦にも参加しており反応炉への攻撃の際に突撃砲の弾倉交換中に要撃級に襲われていた美桜乃の窮地を救った。しかしその直後に背後から突撃級に襲われて戦死した。

#### ケネディ海軍駐留拠点（ソルティーベース）

##### 米国海兵隊"ブラックナイヴス"
ウィルバート・コリンズ
声：松岡禎丞
米国海兵隊第318海兵戦術機隊の少尉で『episode:00』の主人公。F-18E「スーパーホーネット」に搭乗。
ソルティーベースにおけるBETA迎撃戦の最中、乗機の跳躍ユニットが破損したためカタパルトでの戦域離脱が不可能となり、リリアの脱出を援護するため戦場に残り戦死。
リリア・シェルベリ
声：瀬那 / 桑原由気（ディメンションズ）
元米国海兵隊第26海兵戦術機甲群の少尉、後に米国海兵隊中尉。「スーパーホーネット」に搭乗。
戦術機母艦「ジョン・フィッツジェラルド・ケネディ（JFK）」を中心としたソルティーベースの唯一の生存者。まりもに救出され、米本土にて海兵隊の再建に尽くす。
JFK脱出の際、艦長から「ゴルフセット（試製99型電磁投射砲）」と呼ばれる機材に関連するデータの一部を受け取っている。
勝ち気な性格で、まりも更迭後も特に行動を起こさない龍浪中尉にきつく当たる。
ダリル・マクマナス
声：松本ゆかり
米国海兵隊第318海兵戦術機隊の中尉でブラックナイヴスの隊長。「スーパーホーネット」に搭乗。
ソルティーベースでのBETA迎撃戦で戦死。

##### その他の人物（米軍関係者）
メルヴィナ・アードヴァニー
声：紅月ぴこ
豪州海軍の少尉。駆逐艦「シドニー」の乗組員。
ソルティーベースにおけるBETA迎撃戦で「シドニー」をBETAにより撃沈され戦死。
ジョージ・オールストン
声：ZEN
米国海軍の准将。戦術機母艦「ジョン・フィッツジェラルド・ケネディ（JFK）」艦長。
ソルティーベースにおけるBETA迎撃戦で「ゴルフセット」をリリアに託し艦と運命を共にし戦死。

### フランス・カナダ連合
レア・ゲグラン
フランス軍の衛士で、階級は少佐。ラファールに搭乗。
フランス国内急進派の人間で、NORAD占拠事件では指揮官として戦い、NORAD奪還後は戦犯としてアメリカ側に引き渡された。
彼女の目的はフランスが国民に最善となる形で敗戦国となる事により、アメリカ・日本連合から食糧援助を受け、次の収穫までに国民の大半が餓死するという危機的状況からフランスを救う事であった。
ベルナデット・リヴィエール（ベルナデッド・ル・ディグレ・ド・ラ・リヴィエール）
The Euro Frontの登場人物。フランス軍の衛士で、階級は大尉。ラファールに搭乗。休戦を訴える響に攻撃しようとした部下を制止した。

#### デリック・アイアンサイド
カナダ陸軍の衛士で、階級は大尉。 休戦を訴えた響に敵側で一番最初に応えて戦闘を停止した。JFKハイヴ攻略戦では消耗していたリヴィエールに合同で先鋒を務める事を提案してBETAを蹴散らし日米の戦術機部隊を消耗させる事なく広間目前までの道を切り開いた。
沙霧 尚哉
フランス・カナダ連合に参加している衛士で、元日本帝国本土防衛軍大尉。ラファールに搭乗。大海崩直前にクーデターを起こすも斑鳩によって鎮圧され、残った仲間たちと共にフランス・カナダ連合に参加した。その後フランスには戻らず所在不明である。
権力を掌握するための駒として政威大将軍を利用し、私腹を肥やしてきた斑鳩と斯衛軍に対して激しい憎悪を抱いている。

### 国連宇宙軍
リーナ・テルヴォ
声：赤林櫻子
装甲駆逐艦マザーグース・ワンに搭乗する国連軌道艦隊所属の兵士で、階級は中尉。国連宇宙総軍の軌道港osp-1400にてフランスに密通していた搭乗員を排除し、核による地上への再攻撃を阻止する。

## マブラヴオルタネイティヴ トータル・イクリプス
担当声優は『トータル・イクリプス』ゲーム版・テレビアニメ版 / ゲーム『マブラヴ：ディメンションズ』の順に記載。特に記載がない場合は『トータル・イクリプス』での配役。

### 日米共同新型戦術機開発チーム"アルゴス試験小隊"
ユウヤ・ブリッジス
声：小野大輔、伊瀬茉莉也（幼少期） / 下鶴直幸
誕生日：5月4日
本作の主人公。アメリカ陸軍・戦技研部隊からアルゴス試験小隊に転属してきた。階級は少尉で、コールサインは「アルゴス1」。
アメリカ人と日本人のハーフ。幼少時に日本人である父親が姿を消したことが原因で、祖父母を始め周囲から差別され続けたため、日本そのものに対して異様なまでの憎しみとコンプレックスを抱いている。アメリカ製戦術機とはまったく違う運用方針の日本製戦術機の操縦に苦戦し、自分の技量が通用しない事実を突きつけられてもそれを認めず、機体の運用思想にケチをつけるなど荒んでいた。日本人である唯依に対しても事ある毎に反発していたが、西インド諸島グアドループ基地での一件や、ソビエトでの実戦、ラトロワとの出会いと別れを通して、次第にその心境に変化が表れ始める。
実戦経験こそないものの、F-22「ラプター」などを乗りこなす技量の高さと、対人戦のプロフェッショナルとしての経験を買われてこの計画に抜擢される。アルゴス小隊配属当初は高等練習機である97式「吹雪」に搭乗して慣熟訓練を実施した後、XFJ-01a「不知火・弐型（1番機）」にメインテストパイロットとして搭乗。日米共同開発によって生まれた「不知火・弐型」には、自身の出生とイメージを重ねて強い愛着を持つ。
彼の父親は曙計画で渡米した篁祐唯であり、唯依とは異母兄妹の関係となる。フランク・ハイネマンの弟子として参加したユウヤの母ミラ・ブリッジスと恋仲になるも、妊娠を知ったミラは子供が外交の道具にされる事を恐れ姿を消しユウヤを出産した。経歴の偽装には祖父も協力しており、差別を行う側に立ったのも反日派である自身が庇護すればユウヤに疑惑の目が向くと考えた為であった。
SF編
女心に疎いために自身へと迫るイーニャやラトロワらの内心に勘付けず、半ば強引に交際へと持ち込まれる。
2001年の横浜基地に仲間と共に一時滞在し、武のいる第207訓練B分隊や月詠ら斯衛軍第19独立警備小隊との交流模様が描かれる。正史でも同様であったのかは不明。
篁 唯依（たかむら ゆい）
声：中原麻衣 / 槇原彩乃
誕生日：3月13日
本作のヒロイン。アルゴス試験小隊に配属された、日本の譜代武家出身の女性士官。日本帝国斯衛軍の装備実験部隊「白き牙中隊 (White Fangs)」中隊長で階級は中尉。20歳に満たない若い士官だが、プロミネンス計画の一環として日米間で進められている「XFJ計画」の日本側開発主任として、ユウヤたちと共に新型戦術機の開発に関わることになる。戦術機の操縦者としての技量も優秀で、コールサインは「ホワイトファング1」。
基本的には礼儀正しく凛々しい女性だが、その内には気弱な面もあり、他者にそれを見せようとはしない。実は料理が得意で、特に肉じゃがは絶品。また、アルゴス小隊の仲間内では「ユイ姫」というあだ名がつけられている。
日本や日本人にきわめて侮蔑的な感情を抱くユウヤとは反りが合わず、その精神的な甘さも含めて「未熟者」と評していたが、グアドループ基地での一件でユウヤに助けられてから、XFJ計画とユウヤへの想いの狭間で心が揺れ動くことになる。
00式「武御雷」F型（山吹色）に搭乗し、特に近接戦闘においては抜群の操縦技量を発揮する。
帝都燃ゆでは、京都にある斯衛軍衛士養成学校に通う訓練生時代が描かれている。この当時は髪をショートカットにしていた。1998年、BETAの本土上陸に伴い首都・京都の防衛ライン構築のため、訓練生でありながら繰り上げ任官で少尉に任ぜられ、嵐山守備中隊の第2小隊長として嵐山補給基地の防衛任務に駆り出される。この時の乗機は82式「瑞鶴」F型（山吹色）で、衛士強化装備も同色のものを使用している。この戦いで親友と恩師を失い、たった一人生き残ったという悲惨な経験が描かれた。その3年後「二度と涙を見せない」と誓い、XFJ計画の開発主任としてアラスカ・ユーコンへと旅立つ。
タリサ・マナンダル
声：野川さくら / 遠野ひかる
誕生日：4月24日
陽気で活発だが、ケンカっ早い一面も持つネパール陸軍の少尉。コールサインは「アルゴス2」。勇猛な山岳民グルカ族の出身で、戦術機戦では高機動近接格闘戦を得意とし、“ククリナイフ”と呼ばれる逆噴射と急減速、縦軸反転の連続機動によって敵の背後を取る独自の高機動テクニックを生み出している。
勘とフィーリングに頼った操縦を行うため、管制官からの指示を無視することも少なくないが、機体に適度な負荷をかけながら問題点を見極め、エンジンストールした機体を冷静な判断で立て直すなど、ネパール軍時代からテストパイロットとしての極めて高い能力を有していた。
童顔で小柄な体形であることからユウヤに付けられた“チョビ”というあだ名は、隊員全員に定着してしまっている。
当初はF-15・ACTV「アクティヴ・イーグル」に搭乗していたが、後にXFJ-01b「不知火・弐型（2番機）」のテストパイロットとなる。
『イモータルズ』
プレイヤー部隊PMCイモータルズに所属する衞士。コードネームは『ククリナイフ』。
ヴィンセント・ローウェル
声：杉田智和
誕生日：8月22日
ユウヤと共に国連軍戦術機実験評価部隊に配属されたアメリカ陸軍のメカニックで、階級は軍曹。快楽主義かつ女好きな性格だが、実は努力家で優れた技能を持っており、他人に対する細かな気遣いを忘れない。過去にその能力の高さを評価され、アメリカ最大の軍事企業・ボーニング社に派遣されたこともある。日本に対して特に侮蔑的な考えは持っておらず、ユウヤの神経質なまでに日本を嫌う姿勢を心配しており、彼と唯依の口論を止める役目を担うことも多い。
不知火・弐型の整備主任を務める。
ヴァレリオ・ジアコーザ
声：浜田賢二
誕生日：12月1日
高い機動制御や状況判断能力など、ベテラン衛士以上の腕を誇るテストパイロットで、コールサインは「アルゴス3」。通称“VG（ヴィージー）”。イタリア共和国陸軍の少尉。ラテン系特有の軽いノリで面倒見がよく、アルゴス試験小隊の潤滑油的な役割を果たしている。その反面、故郷のイタリアを壊滅させられた経験から、BETAに対する怒りは凄まじく、実戦においては普段は見せない容赦のない一面を見せる。女好きで、遠征先でも女性に声をかけるなどナンパ癖もあるが、親しくなった女性士官から重要な情報をそれとなく引き出すなど、公私共にその能力をいかんなく発揮する。当初はF-15E「ストライクイーグル」に搭乗していたが、後に「アクティヴ・イーグル」に乗り換える。
ステラ・ブレーメル
声：大原さやか / 岡村明香
誕生日：6月22日
的確な判断力と高い狙撃能力を持つテストパイロットで、コールサインは「アルゴス4」。スウェーデン王国陸軍の少尉。まるで彫刻を連想させるような美貌とナイスバディ（特に巨乳）を持つゆえに感情の起伏が少ないように見られがちだが、美貌については茶化されると即座に怒るうえ、作戦時以外は家庭的な温かみと茶目っ気を見せることもある。戦況分析や支援射撃を主に担当し、当初は「ストライクイーグル」に搭乗していたが、後に「アクティヴ・イーグル」に乗り換える。
イブラヒム・ドーゥル
声：小山力也
誕生日：12月13日
トルコ共和国陸軍中尉。以前（“フェニックス構想”初期段階の頃）はアルゴス1として小隊の「アクティヴ・イーグル」に搭乗していたが、ユウヤにその座を譲ってからは、指揮官としてアルゴス試験小隊を率いている。トルコ陸軍の精鋭・第94戦術機甲大隊（通称「コブラ」）の衛士としてF-16A「ファイティング・ファルコン」で欧州戦線を駆けめぐった頃の経験から、常に部下の安全を最優先に考えている。トルコ軍時代は大尉であったが、難民キャンプを救うために部下を死なせたという事件があり、その責任を問われて現在の中尉という階級に降格された経歴がある。なお、トルコをはじめとする中東圏の難民の間では“ロードスの英雄”と呼ばれ、英雄視されている。
リダ・カナレス
声：ayami
誕生日：11月26日
小説版を除いた各メディアミックスに登場。XFJ計画専任オペレーターの1人で、スペイン出身。
ユウヤの不知火・弐型がMIA（Missing In Action＝戦闘中行方不明）となった際に泣き出しそうになるなど、オペレーター3人の中では実戦経験が最も浅いようである。
ニイラム・ラワムナンド
声：日笠陽子
誕生日：2月12日
小説版を除いた各メディアミックスに登場。XFJ計画専任オペレーターの1人で、インド出身。
オペレーター3人中唯一の軍曹（先任）だが、国際懇談会の際に唯依を肴として女性同士の性的な妄想を楽しむなど、他の2人より百合へ傾倒した性格である。
フェーベ・テオドラキス
声：高森奈津美
誕生日：1月6日
小説版を除いた各メディアミックスに登場。XFJ計画専任オペレーターの1人で、ギリシャ出身。
オペレーター3人の中では最年少（15歳）だが、リダから“先輩”と呼ばれている。

### ソ連軍・イーダル試験小隊
クリスカ・ビャーチェノワ
声：生天目仁美 / 千葉彩子
誕生日：12月24日
本作のヒロインの1人。ソビエト連邦陸軍の実験部隊・イーダル試験小隊に所属するテストパイロットで、階級は少尉。イーニァと共にSu-37UB「チェルミナートル（複座型）」に搭乗し、機体の操縦を担当する。ユウヤたちアルゴス試験小隊の面々とはライバル関係にある。その戦闘技術は高く、タリサが全力で操縦する「アクティヴ・イーグル」を余裕で追い回し、カムチャツカの対BETA戦に至っては1500体以上のBETAをたった1機で殲滅し、生還するという戦果を残している。排他的で人と接することはあまりないが、“紅の姉妹（スカーレット・ツイン）”としてコンビを組むイーニァにだけは母親のように優しく接し、大切に思っている。その一方で、相手に対し過剰なまでの殺意を向けたり、心の均衡を崩して倒れこんだりと、精神的に不安定な部分を垣間見せる。イーニァ共々“調整”と呼ばれる何らかの処置を精神的・肉体的に施されていることが原因のようだが、その詳細や目的は不明。
当初はイーニァが強く興味を抱いているユウヤに嫌悪感を持っていたが、グアドループ基地の件を経て彼に対する心境が変わっていき、気付かぬ内に彼に想いを馳せるようになる。しかし、自分のユウヤに対する感情の意味が分からず、また戦士である自分が変わってしまうことを恐れるあまり、ユウヤに対して差別的な態度をとってしまうこともあった。
SF編
他のヒロイン程主人公であるユウヤとの関係は余り描かれず、彼との交際場面は妄想・夢オチというある意味不遇の扱いである。
イーニァ・シェスチナ
声：能登麻美子 / 涼本あきほ
誕生日：7月27日
本作のヒロインの1人。ソ連軍のイーダル試験小隊に所属するテストパイロットで、階級は少尉。クリスカとともに“紅の姉妹”の異名で呼ばれている。“ミーシャ”と名付けた熊のぬいぐるみを大切にするなど、幼さを感じさせる一面もあるが、その幼い外見から想像できないほどの高い戦術機操縦能力を秘めている。なぜかユウヤに強い興味を持ち慕っており、勝手にソ連軍の敷地にユウヤを連れ込んだり、逆にアメリカ軍の敷地に侵入してユウヤに会いに来たりする行為がクリスカを苛立たせることになったが、本人に全く悪気はない（というより、ほとんど気づいていない）。唯依に対しても同様に強い興味を抱いている。
独特の感性を持っており、人の感情を「色」として捉えて読み取り、それをコミュニケーションに活かしている模様。また、クリスカ同様に何らかの処置を施されていること（少なくとも注射や内服薬による投薬処置が行われている）が語られている。
クリスカと共に「チェルミナートル（複座型）」に搭乗し、サポートを担当する。
SF編
ユウヤに対する自身の動悸の正体を確かめる為に彼に迫り、知識も乏しいまま肉体関係に及んだ。事後のイーニャは幸福感に満足するが、ユウヤは彼女を溺愛するクリスカの制裁を恐れて態度で隠し通すのに苦労する羽目になる。
イェジー・サンダーク
声：斧アツシ
イーダル試験小隊の指揮官として、ソ連機の戦術機開発を取り仕切っている。きわめて有能かつ冷徹な人物であり、目的達成のためなら手段を厭わない。階級は中尉であるが、エリート部隊である中央戦略開発軍団に所属しているため、ソ連軍内部では1ランク上の大尉相当として扱われている。部下であるクリスカとイーニァですら“消耗品”と見なしているフシがある一方、ユウヤのことはクリスカとイーニァの能力に対する“最高の触媒”と評しており、しばしば好意的な態度を見せることがある。П（ペー）-3計画なる謎の計画を上層部とともに進めているが、計画の詳細は明らかになっていない。
SF編
個別シナリオにていつしか「駒」としてでなく「身内」として見守っていた自覚を持つが胸の内に留めた。
マーティカ・ビャーチェノワ
声：生天目仁美 / 千葉彩子
ユーコンテロ終結後にイーダル試験小隊に入れられた女性。クリスカと似た顔立ちをしている。

### アメリカ陸軍第65戦闘教導団"インフィニティーズ"
レオン・クゼ
声：羽多野渉
ブルー・フラッグ演習に参加するためにアラスカへ派遣されてきた、アメリカ陸軍第65戦闘教導団（アグレッサー部隊を教導する特務教導部隊）“インフィニティーズ”の衛士を務める少尉。ユウヤの元同僚で、彼と同様、日本人とアメリカ人のハーフである。しかし、442連隊戦闘団将兵を祖父に持つ由緒正しい血筋である事から日系の血を誇りと考えており、自分と対照的に日本人に侮蔑的な考えを持つユウヤとは同僚時代から非常に険悪な間柄であった（初対面時は握手を交わそうとしたらしいが、閉鎖的だったユウヤに拒絶されていた）。
ユウヤとの同僚時代はスコアにおいて後塵を拝していたが、連携プレーなどの能力を含めた総合評価ではユウヤより上。搭乗機はF-22A「ラプター」先行量産型（EMD Phase2）。
シャロン・エイム
声：田中理恵 / 境珠理
誕生日：6月1日
アメリカ陸軍少尉。女性ながら「山猫（リンクス）」の異名を取る凄腕の衛士。レオン同様にユウヤの元同僚であり、当時はユウヤと恋人同士でもあったブロンドヘアーの美女。現在はレオンと恋人関係にある。
陽気で世話好きであるが鋭い洞察力を持ち、強がりな面も持っている。
ガイロス・マクラウド
声：竹内良太
アメリカ陸軍少尉。“インフィニティーズ”の一員で、レオンやシャロンの同僚。筋肉質な体格のうえ、無骨かつ寡黙であるが、同僚や周囲を気遣う余裕も併せ持った衛士である。
キース・ブレイザー
声：松本忍
“インフィニティーズ”の小隊長で、アメリカ陸軍中尉。冷徹な人物だが、癖のある部下たちを纏め上げる器の大きさも併せ持っている。ブルー・フラッグ演習に参加するため、ユーコン基地へ派遣された。沈着冷静な態度でレオンたちを率いる。

### 日本帝国斯衛軍・嵐山守備中隊第2小隊
後に小説・ゲーム『帝都燃ゆ』という形でメディアミックスが行われているためアニメオリジナルという表記を排除している（ゲーム版はPC版TEに収録）。なお過程が違うものも含まれるため、ここではアニメでの状況を表記する。
山城 上総（やましろ かずさ）
声：植田佳奈 / 北垣内春香
唯依と同じく、京都にある斯衛軍衛士養成学校に通う訓練生で、外様武家でありながら数多くの衛士を輩出している山城家の娘。黒いストレートロングヘアが特徴。当初は唯依にライバル意識を持っていたが、次第に打ち解けていき、親友同士の間柄となった。
1998年8月の京都防衛戦の際に繰り上げ任官で少尉となる。嵐山補給基地の陥落後、初陣の衛士が死亡する確率が最も高いと言われる時間「死の8分」を搭乗機の「瑞鶴」A型（白）で何とか生き残り京都駅まで撤退するが、京都駅手前で要塞級BETAを回避しようと急減速した和泉機と空中接触し、京都駅構内へ不時着してしまったうえに戦車級BETAに取り付かれ、脱出できなくなる。その場に駆けつけた唯依へ「BETAに食われる前に殺して」と哀願するも、唯依が射殺することを躊躇したため叶わず、戦車級BETAに貪り食われて戦死した。
能登 和泉（のと いずみ）
声：金元寿子 / 三村すみか
京都の斯衛軍衛士養成学校に通う訓練生で、唯依の親友の1人。眼鏡をかけ、ウェーブのかかった髪をツインテールにしている。九州に配属された恋人と手紙をやり取りしており、彼と一緒に映っている写真が入ったロケットを常に肌身離さず持ち歩いているが、ある日その恋人がBETAの侵攻で戦死したという悲報が届き、涙する。
1998年8月の京都防衛戦の際に繰り上げ任官で少尉となる。嵐山補給基地陥落後、「死の8分」を搭乗機の「瑞鶴」A型（白）で何とか生き残るものの、唯依や上総と共に京都駅まで撤退中に京都駅手前で要塞級BETAを回避しようとした際に上総機と空中接触し、京都駅構内に不時着してしまった機体から脱出した直後、BETAに襲撃されて戦死。
甲斐 志摩子（かい しまこ）
声：高橋美佳子 / 戸田めぐみ
京都の斯衛軍衛士養成学校に通う訓練生で、唯依の親友の1人。黒いストレートロングヘアの一部をリボンで束ねている。
1998年8月の京都防衛戦の際に繰り上げ任官で少尉となる。嵐山補給基地の防衛任務中、搭乗機の「瑞鶴」A型（白）で突撃級BETAを1体撃墜するものの、油断して不用意に高度を上げてしまったため、光線級BETAに機体ごと撃ち抜かれて戦死した。
石見 安芸（いわみ あき）
声：藤村歩 / 幸村恵理
京都の斯衛軍衛士養成学校に通う訓練生で、唯依の親友の1人。ボーイッシュなショートヘアが特徴。
1998年夏のBETA本土侵攻の際、鳥取に住んでいた親戚夫婦が犠牲になった。同年8月の京都防衛戦の際に繰り上げ任官で少尉となる。嵐山補給基地の防衛任務中、搭乗機の「瑞鶴」A型（白）で“死の8分”を乗り越えたことに高揚していたが、その直後に突撃級BETAの突進攻撃を受け、機体ごと大破して戦死した。

### テログループ
指導者（マスター）
声：鈴村健一
「真の平等と人類皆の平等なBETAによる救済」を掲げてユーコン基地を襲撃した、テログループのリーダー。
キリスト教恭順派をまとめ上げ、高いカリスマ性を有する。
SF編
原作では起きなかった香月夕呼の暗殺事件に関与したらしい描写がある。
また、オールスターのメタシナリオ内だが「『シュヴァルツェスマーケン』のテオドールが正体説」を裏付ける描写がある。
少佐（クリストファー）
声：稲田徹
元軍人だけで構成された部隊を率いる壮年の男性。東欧連合試験小隊から奪ったMiG-29OVT「ファルクラム」（アニメ版ではSu-47「ビェールクト」）を駆る。アニメ版では、ビェールクトに搭載された洗脳装置を使ってクリスカとイーニァを操ろうとするが、“プラーフカ”を発動させていた2人には効果がなく、逆にビェールクトのシステムを乗っ取られて管制ユニットを引き出され、脱出できないまま管制ユニットごと握り潰された。
執事（バトラー）
難民に迫害を加える者を粛清するという名目で結成された、反国連を掲げるテロリスト集団「難民解放戦線（RLF）」のリーダー。
米ソ間の決裂による対BETA戦の頓挫と人類の絶滅を目論む。アニメ版には登場しない。
ヴァレンタイン
声：櫻井浩美
難民解放戦線の実働部隊リーダーを務める女性。自身も難民の出身で、難民キャンプで見た悲惨な実情を世に訴え、改善させるために難民解放戦線に加わった。かつてイブラヒムに命を救われた経験がある。後にテロが失敗した際、作戦失敗を通達しようとしたが、激高した同志に射殺された。
ジゼル・アジャーニ
声：佐倉綾音
ヴァレンタインの妹。国連軍第37施設警備部隊「アストライアス」の格納庫を襲撃し、実弾装備のF-16C「ファイティング・ファルコン」36機を奪い、テログループの戦力として調達した。しかし、対戦術機戦闘のプロフェッショナルであるユウヤたちアルゴス試験中隊やクリスカ、亦菲たちには歯が立たず、最終的に部下を逃がして特攻する決意を固め、無人機と共に突撃し、わざと撃ち落とされる。そして、墜落して機能停止したふりを装い、突撃砲を回収しようとした亦菲の機体に組み付き、跳躍ユニットをオーバーロードさせて自爆、亦菲に操縦不能になる怪我を負わせ、戦線離脱を余儀なくさせた。
ナタリー・デュクレール
声：柚木涼香
ユーコン基地の歓楽街（リルフォート）にあるバー「Polestar」のウェイトレス兼バーテンダー。幼少期に出身地のフランスからカナダへ疎開してきた難民であり、当時の回想シーンでは貧困に喘いでいたことが示唆されている。
アルゴス試験小隊の面々をはじめとする、ユーコン基地に集う軍人たちの良き話し相手として親しまれていたが、正体は難民解放戦線のメンバーであり、ユウヤ達と敵対する立場となる。ユウヤ達を勧誘しようとしたが拒否され、タリサの説得を受けたことで自身の行いを悔い、テログループの目的を遠回しな言い方でユウヤ達に伝える。しかし、最終目的を口にしようとした矢先に味方から感付かれ、射殺された。
SF編
タリサの個別シナリオにて彼女に同性愛を抱いていた節がある。

### その他の登場人物（トータル・イクリプス）
崔 亦菲（ツィ・イーフェイ）
声：石原夏織 / 廣瀬千夏
誕生日：1月25日
本作のヒロインの1人。統一中華戦線の中尉で、暴風（バオフェン）試験小隊長。殲撃10型に搭乗。性格は強気で、強引なところもある。中華民国国籍（大陸出身者と台湾出身者とのハーフ）で、出会った当初から自分と同じく2つの祖国の狭間に生きるユウヤのことを気にかけていた。
凶暴とも受け取られる性格と、緑がかった髪をツインテールにしていることなどから、ユウヤからは“凶暴ケルプ”というあだ名で呼ばれている。
空力制御や重心移動を難無くこなすほか、電気信号で伸縮する特殊な部材「カーボニック・アクチュエーター」（電磁伸縮炭素帯）の連結張力制御などを超高レベルでこなし、近接戦闘に特化した愛機の性能を十二分に引き出している。射撃技能にも優れており、自分があえて突出して囮となることで味方に有利な状況を作って勝利に導くなど、指揮官としての能力も高い。
テログループとの戦いでは残弾が尽きた所へ敵機の自爆により乗機を大破させられ、何とか脱出には成功するものの深手を負い、途中で戦線離脱を余儀なくされる。
得意料理の激辛麻婆豆腐は、非常識なまでの辛さに食べた者のほぼ全員を悶絶させる。
王 壽鳳（ワン・ショウフォン）、李 玲美（リー・リンメイ）、慮 雅華（ルゥ・ヤァファ）
声：潘めぐみ（壽鳳）、赤﨑千夏（玲美）、三宅麻理恵 / 小島菜々恵（雅華）
亦菲の部下たち。
フィカーツィア・ラトロワ
声：本田貴子
誕生日：5月12日
ソビエト連邦陸軍の精鋭部隊・ジャール大隊を率いる中佐で、歴戦の勇士。愛機であるSu-37M2「チェルミナートル」と共に輝かしい戦果を残しており、ロシア民族に支配される被支配民族の人々にとっての英雄でもある。既婚者で息子もいるが、グルジア人の夫とは死別しているうえ、幼少時に離れ離れとなった息子は別の任地で軍務に就いており、長らく顔を合わせていない（生死も不明）。ユウヤに息子の面影を感じ、衛士の成すべきことと生きざまを身を持って示した。ソビエト・コリャーク自治管区のЦ（ツェー）-04基地に殺到したBETAの大規模集団から基地を守るためにジャール大隊共々交戦し、消息不明となる。なお、BETAとの交戦中に未確認の機体を目撃し、自機をロックオンしてきたことから敵機と認めて交戦しているが、正体は明らかになっていない。
SF編
個別シナリオではユウヤが恋愛観に疎いことに目をつけて「未亡人の顔」で誘惑する一面も見せた。後述のナスターシャも参照。
ナスターシャ・イヴァノワ
声：佐々木未来
誕生日：11月11日
ジャール大隊にてラトロワの副官を務める10代半ばの少女。まだ若いながらも大尉に任じられ、それに違わぬ優れた能力を持つ。ラトロワからも大きな信頼と愛情を注がれ、ナスターシャ自身もラトロワに対しては母親のような感情を抱いている。それゆえ、ラトロワに気に入られているユウヤに対しては激しい嫉妬と憎悪の感情を抱いている。
ソ連軍基地へのBETA襲撃事件の際、ラトロワの代わりにジャール大隊を率いて光線級BETAを全滅させるが、その後は消息不明となる。
SF編
個別シナリオではラトロワの企みで強制的にユウヤの交際相手に当てられる。
巌谷 榮二（いわや えいじ）
声：菅原正志
日本帝国陸軍技術廠・第壱開発局副部長で、階級は中佐。技術的な行き詰まりを隠せなくなった状況を打破させるために、唯依をアラスカに派遣した。唯依の亡父とは親交が深く、唯依の父親に代わって彼女を武人として育て上げた恩人でもあり、プライベートでは“巌谷の叔父様”と呼ばれる。また、過去に斯衛軍のテストパイロット（当時のコールサインは「ヴァンキッシュ1」）としてF-4J改・82式「瑞鶴」の開発に参加していた。1986年に北海道・矢臼別演習場で実施された模擬戦で当時の最新鋭機であるアメリカ軍のF-15C「イーグル」を相手に「瑞鶴」で勝利したほどの腕前で、“国産戦術機開発の礎を築いた伝説の開発衛士”としても名高い。
アニメ版では衛士訓練学校時代の唯依との語らいや、煌武院悠陽と99型電磁投射砲について議論する様子が描かれた。
クラウス・ハルトウィック
声：天田益男
「プロミネンス計画」の最高責任者で、西ドイツ軍大佐。過去に欧州戦線で戦い、西ドイツ軍の戦術機部隊創設にも尽力した。西ドイツ陸軍第44戦術機甲大隊「ツェルベルス」の面々とは旧知の間柄で、欧州の地で戦う彼らの身を案じている。
小説版での表記が第1巻では「クラウス」であるのに対し、第5巻では「ハルトウィック」と改められている。
フランク・ハイネマン
声：津田英三
「プロミネンス計画」の技術顧問としてユーコン基地に出向中のボーニング社・戦術機開発部門重役であるが、過去の経歴などには謎めいた部分が多い。実際は、戦術機開発においてフランクのみで全てをなしうることができるほど、人類きっての天才。
教官 / 真田 晃蔵（さなだ こうぞう）
声：江川央生
階級は大尉。搭乗機は94式「不知火・壱型丙」で、コールサインは「ブルーファング01」。帝国陸軍から京都の斯衛軍衛士養成学校に教官として出向しており、唯依たちの指導を担当していた。普段は右目にアイパッチを着けているが、戦術機搭乗時はアイパッチを外している。BETAの日本上陸に伴い、帝国陸軍へ復帰した。
京都市街まで撤退してきた唯依たちの救出に駆けつけた際、唯依たちを京都駅まで撤退させる時間を稼ぐため、手負いの状態で殿を務めて戦死した。
実はファンクラブ会員限定購入ゲーム『ハルコマニアックス』のヒロイン、真田沙希の父親であるということが明かされている。
篁 栴納（たかむら せんな）
声：進藤尚美
唯依の母親。とても厳格な人物であり、唯依が嵐山補給基地の防衛任務に出向くことになった際は、衛士としての心構えを唯依に説いた。
料理の腕前も相当なもので、特に肉じゃがは巌谷も京都来訪のたびに食べるのを楽しみにするほどである。
ミラ・ブリッジス
声：井上喜久子
ユウヤの母親。ユウヤの幼少時に日本人の夫と離婚しており、それを理由に父親から激しく責められている。ただし、ミラ自身は夫との結婚を「後悔はしていない」と父親にはっきりと告げている。
崇宰 恭子（たかつかさ きょうこ）
声：早見沙織 / 井田愛里紗
日本帝国軍斯衛軍の衛士で、五摂家の1つである崇宰家の一員。搭乗機は00式「武御雷」（青）で、コールサインは「ハイドラ01」。過去に唯衣が所属していた斯衛第3大隊の指揮官を務めていた。2000年5月の本土奪還作戦（鳥取県米子周辺での戦闘）中、唯衣たちの退避時間を稼ぐために殿を務めたが、要塞級の攻撃を受けて戦死した。唯依の従妹叔母にあたる。京都防衛戦にて唯依を救出に来たのも恭子であり、1998年には試作機であった武御雷を駆り、唯依を救出したというエピソードが語られている。
SF編
個別シナリオにて奇跡的に生還し、唯依が所属するアルゴス試験小隊を密かに見守っていた。歴史の分岐が起きる以前の事だが正史かどうかは不明。
山本（やまもと）
声：村田太志
アニメ版オリジナルキャラクター。名前は不明。日本帝国軍から派遣された整備兵（階級は伍長）で、99型電磁投射砲の整備担当者としてアルゴス試験小隊のソ連遠征に参加していた。Ц-04基地へのBETA襲撃に際して避難命令が出される中、混乱に乗じてソ連軍が99型電磁投射砲を強奪しようとしているのではないかと疑い、機密保持のために格納庫内へ隠れて基地に残る。同じ考えで基地に残った唯依と合流し、砲のコアモジュールのハッチを開けるためにクラッキングを行なってロックを解除したが、その直後に格納庫に現れた兵士級BETAの集団に噛み付かれ、激痛で悶え苦しむ。まもなく、上総の最期に重ねた唯依により、頭部をライフルで撃たれて介錯された。小説版やゲーム版には登場しないが、クロニクルズ04に収録されている「はいぶるっ！」には、山本を女学生化したと思われる主人公が登場している。
リック・スヴェン
声：志賀麻登佳
作中では既に故人。アメリカ陸軍大尉。ユウヤがレオン達と共にF-22「ラプター」のテストチームに所属していた頃における、チームの隊長だった。「ラプター」の機動性能の限界を見極めるべく、テスト外の高速低空飛行を行うユウヤの「ラプター」をF-15「ストライクイーグル」で追跡していたが、ユウヤ機が崖の縁ギリギリの地点を通過した際、ジェットエンジンの爆音で誘発された崖崩れに巻き込まれ、殉職した。事故調査委員会はユウヤに責任はないと結論づけたが、リックを慕っていたレオンはユウヤに根深い恨みを抱き、元からいがみ合っていた2人の関係を決裂させる決定的な原因となった。
ユウヤ自身も彼の事故に強い自責の念を抱き、その後悔とそれによるレオンとの決裂、シャロンとの破局をクリスカに打ち明けた。

## 暁遙かなり
七瀬大尉
声：本多啓吾
鋼の槍連隊 七瀬（ハルバート）大隊 七瀬（ハルバート）中隊所属。
帝都衛士訓練学校に妹がいる。マブラヴ・サプリメント内のマブラヴ・デュエリストに登場した七瀬凜の兄。
七瀬凜
声：横山いおん
衛士促成校の訓練兵。
七瀬大尉の妹。

## マブラヴ：ディメンションズ
ボイスが実装されている一部のメインキャラクターのみを記載。ゲーム内にはこれ以外にも多数のプレイアブルキャラクターが登場する。
千木良世 紫宵（ちぎらせ よい）
声 - 阿部寿世
メインヒロイン。イモータルズ所属の衛士で、主人公が記憶を失ってから言葉を交わした最初の相手。幼気な性格に古風な言動で、御剣冥夜と瓜二つの容姿をしている。衛士になる以前や家族に関する記憶が曖昧であり、冥夜との関係も不明だが、当人には気にした素振りがない。神宮寺まりもを「母上」と呼び慕う。
朱土岐 真白（あかとき ましろ）
声 - 櫻庭有紗
もう一人のメインヒロイン。イモータルズ所属の衛士。男勝りで皮肉屋な性格。序盤、記憶を失った主人公を指揮官に据え続けるのに懐疑的で辛辣な言葉を並べていたが、面倒見は良く、徐々に相談役を引き受ける。
『イモータルズ』
『マブD』の前身。こちらではメインヒロイン兼ナビゲーターを務めており、周囲には礼儀正しく、プレイヤーに敬意を示している。アプリの全面見直しにより、前述の様に性格が変わり、名前と容姿を『マブD』の彼女に引き継がれた。
東雲 祉乃（しののめ しの）
声 - 黒崎しおり
国防隊の衛士。正義感が強くて真面目な性格。古いアニメや特撮作品が好み。
カリン・エドワース
声 - 松橋美空
イモータルズが流れ着いた並列世界の難民。米国のジャーナリストだったが、日本取材中に悪化した世界情勢で、帰国が叶わなくなる。横浜基地で伊隅ヴァルキリーズの隊長となった美琴の下、衛士としての修練を積んでいる。